# Schwangerschaft

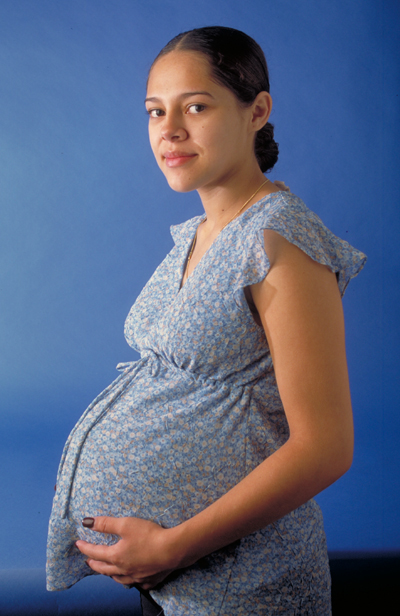
Schwangere Frau

Entwicklungsstadien des Kindes während der Schwangerschaft

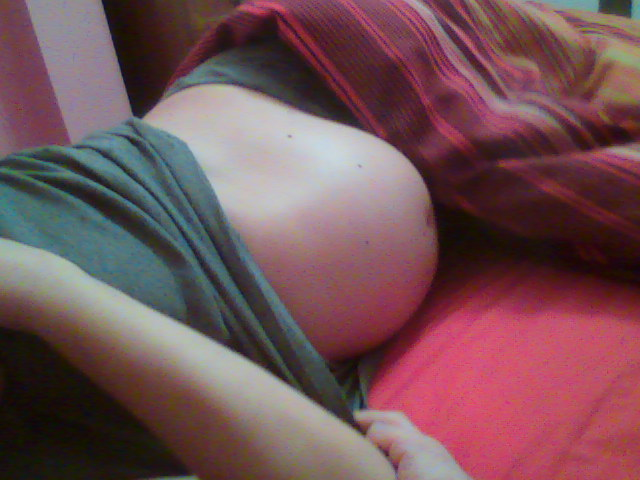
Eine Frau im achten Monat der Schwangerschaft

Die Schwangerschaft (fachsprachlich auch Gestation oder Gravidität, lateinisch graviditas) ist der Zeitraum, in dem eine befruchtete Eizelle im Körper einer werdenden Mutter, genannt Schwangere, zu einem Kind heranreift. Die Schwangerschaft bei Menschen dauert bei normalem Verlauf von der Befruchtung bis zur Geburt durchschnittlich 38 Wochen, mit einer Schwankungsbreite von mehreren Wochen.
In den ersten acht Wochen nach der Befruchtung der Eizelle wird das heranreifende Kind als Embryo bezeichnet. Nachdem die inneren Organe ausgebildet sind (ab der neunten Entwicklungswoche), wird die Bezeichnung Fötus (auch Fetus) verwendet.

## Sprachliches
Das Adjektiv schwanger (von althochdeutsch swangar, mittelhochdeutsch und mittelniederdeutsch swanger) ist in unveränderter Bedeutung seit dem 8. Jahrhundert nachweisbar, also schon in einigen der ältesten Zeugnisse der deutschen Sprache. Die weitere Herleitung ist nicht ganz klar. Eine exakte Entsprechung findet sich nur im niederländischen zwanger, das indes eine späte Entlehnung (16./17. Jh.) aus dem Deutschen darstellt. Sicher verwandt ist sonst nur das altenglische swongor, swangor, „schwer, schwerfällig, langsam, träge“, in dem sich wohl die ursprüngliche, auf indogermanisch su(e)nk (‚schwerfällig, schwanger, schwer sein‘) zurückführbare Bedeutung des Wortes (west- oder urgermanisch (?) *swangra) erhalten hat, anschließen lässt sich vielleicht auch litauisch sunkùs, „beschwerlich.“
Das Substantiv Schwangerschaft wird im Allgemeinen nur in Bezug auf Menschen gebraucht, bei anderen lebendgebärenden Säugetieren (Eutheria) spricht man von „Trächtigkeit“. In der Fachsprache der Medizin wird die Schwangerschaft auch mit den lateinischen Begriffen graviditas oder gestatio bezeichnet, eingedeutscht auch „Gravidität“ bzw. „Gestation“. Ereignisse, die während der Schwangerschaft eintreten, werden als „präpartal“, „antepartal“ oder „peripartal“ bezeichnet, so sie die Mutter betreffen (bspw. präpartale Blutung), hingegen als „pränatal“, „antenatal“ oder „perinatal“, so sie den Fötus betreffen (bspw. pränatale Wachstumsretardierung).
Redensartlich gibt es zahlreiche Umschreibungen für Schwangerschaft. Ein verbreiteter Euphemismus ist „in Umständen sein“ (auch in „anderen Umständen“ oder „besonderen Umständen“), ihm verdankt sich die Bezeichnung „Umstandskleidung“ für Kleidungsstücke, die dem „Babybauch“ schwangerer Frauen Rechnung tragen. Im Englischen entspricht ihm die Wendung interesting condition (wörtlich „interessanter Zustand“), der eine beträchtliche Rolle in der Deutung eines Werks der Weltliteratur zukommt: in William Makepeace Thackerays Roman Vanity Fair (1847/1848, dt. „Jahrmarkt der Eitelkeit“) bemerkt der Erzähler beiläufig, dass die Protagonistin Amelia Sedley – eine der keuschesten Jungfern der englischen Literatur – sich in einer most interesting situation befinde, dies allerdings schon im 26. Kapitel, also durchaus vor ihrer Hochzeit.
„Ein Kind unter dem Herzen tragen“ geht auf Martin Luthers Bibelübersetzung zurück (Tob 4,4  und 2 Makk 7,27 ), wird aber ebenso wie „guter Hoffnung sein“ fast nur noch ironisch gebraucht. Veraltet sind „schweren Leibes“ oder auch „gesegneten Leibes sein/gehen“, und gehoben ausgedrückt „Mutterfreuden entgegensehen“. Derbe Redewendungen sind „einen Braten in der Röhre haben“ oder „ein Brot im Ofen haben“. Neutral und allgemein gebräuchlich ist „ein Kind erwarten“, unverfänglich ist auch „werdende Mutter“ für „schwangere Frau“, ideologisch geladen ist jedoch die Bezeichnung „ungeborenes Kind“ und besonders stark aufgeladen „werdendes Leben“ für den Fötus, da sie in der gesellschaftlichen Debatte um den Schwangerschaftsabbruch vor allem von Abtreibungsgegnern (der Lebensrechtsbewegung) gebraucht wird, ihren Gegnern aber als Kampfbegriff gilt. In der Rechtswissenschaft wird an ihrer statt oft der zwar eigentlich gleichbedeutende, aber diskursiv neutrale lateinische Begriff Nasciturus („der geboren werden wird“) verwendet.

## Feststellung der Schwangerschaft

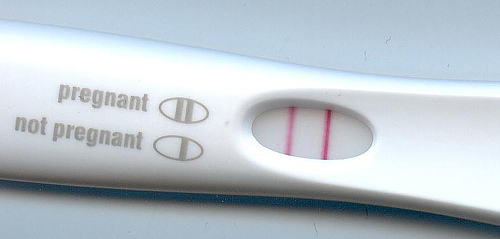
Positiver Schwangerschaftstest

Der Beginn der Schwangerschaft kann erst nach ein paar Tagen nach dem Geschlechtsverkehr auf verschiedene Art und Weise festgestellt werden. In der Abgrenzung zu Scheinschwangerschaften unterscheidet man zwischen unsicheren, wahrscheinlichen und sicheren Schwangerschaftszeichen. Das Ausbleiben der Monatsblutung, morgendliches Erbrechen und Übelkeit sind unsichere Schwangerschaftszeichen. Ein Schwangerschaftstest über die Messung der Konzentration des „Schwangerschaftshormons“ (hCG-Hormon) im Blut oder im Urin gilt als wahrscheinliches, jedoch nicht sicheres Schwangerschaftszeichen. Als sicher gilt der Nachweis eines Fötus, beispielsweise durch Sonografie, das Hören von Herztönen oder Fühlen von Kindsbewegungen.
Führt man die erste Ultraschalluntersuchung vor oder am Anfang der fünften Schwangerschaftswoche durch, kann trotz bestehender Schwangerschaft eine embryonale Anlage, insbesondere in der Nähe der Eileiter, zuweilen noch nicht dargestellt werden. Dies wird umgangssprachlich auch als Eckenhocker bezeichnet.

## Berechnung des Geburtstermins
Die Schwangerschaft dauert von der Befruchtung bis zur Geburt durchschnittlich 268 Tage. Üblicherweise wird die Dauer der Schwangerschaft jedoch ab dem ersten Tag der letzten Menstruation gerechnet, da dies für viele Frauen die einzig bekannte Bezugsgröße darstellt. Die Berechnung erfolgt mit der Naegele-Regel, in die außerdem die Dauer des Menstruationszyklus einfließt. Die Befruchtung findet nach dieser Rechenweise in der zweiten Schwangerschaftswoche (SSW) statt.
Die ab dem ersten Tag der letzten Menstruation gerechnete Schwangerschaft dauert durchschnittlich etwa 280 Tage oder 40 Wochen. Traditionell wird die Dauer der Schwangerschaft mit neun Monaten angegeben. Mediziner nehmen zur Vereinfachung jedoch Monate zu jeweils vier Wochen an (sogenannte Mondmonate, die ein bis zwei Tage kürzer als astronomische oder kalendarische Mondmonate sind, siehe Lunation); die Schwangerschaft dauert demnach zehn Mondmonate statt neun Kalendermonate.
Exakt am Tag des berechneten Termins kommen vier Prozent der Kinder zur Welt, innerhalb von einer Woche (Termin ± 3 Tage) um den errechneten Geburtstermin herum 26 % und innerhalb von drei Wochen (= ± 10 Tage) um den errechneten Geburtstermin 66 %. Eine Geburt vor Vollendung der 37. Schwangerschaftswoche (–21 Tage) wird als Frühgeburt bezeichnet.
In Industrieländern wird, besonders in einem frühen Stadium der Schwangerschaft, der tatsächliche Fortschritt der Schwangerschaft anhand von Ultraschalluntersuchungen verifiziert.

## Schwangerschaftsverlauf
Der Schwangerschaftsverlauf wird eingeteilt in drei Abschnitte zu drei Monaten (medizinisch Trimenon oder Trimester), beziehungsweise je 13 Schwangerschaftswochen. Die Bezeichnung Trimenon wurde von Ernst Moro eingeführt.
Das Alter der Schwangerschaft vom Tag der Empfängnis wird mit post conceptionem (p.c.) bezeichnet. Da der Empfängnistermin (Syn. Konzeptionstermin) selten genau festgelegt werden kann, wird in der Medizin vom ersten Tag der letzten Menstruation an, post menstruationem (p.m.), gerechnet. Das Alter des Embryos/Fötus beträgt effektiv also etwa zwei Wochen weniger als die Schwangerschaftswoche (SSW). In der Folge wird, ohne weiteren Hinweis, die Schwangerschaftsdauer in SSW (p.m.) angegeben.

### Erstes Trimenon
Im ersten Trimenon entwickelt sich der Embryo besonders rasch. Für die Schwangere geht der Beginn der Schwangerschaft mit sehr großen hormonellen Umstellungen einher, was bei etwa 50 bis 90 % der Betroffenen zu teilweise sehr stark ausgeprägter Übelkeit, bei 25 bis 50 % auch zu Erbrechen führt, die sich aber im weiteren Verlauf der Schwangerschaft meist wieder legt. Ab der dritten Woche kann die Empfindlichkeit der Brust zunehmen, meist einhergehend mit einem Spannungsgefühl. Da die meisten Spontanaborte (Abgänge) bis zur zwölften SSW vorkommen, wird bis zu diesem Zeitpunkt oft auf eine Bekanntgabe der Schwangerschaft verzichtet.

#### Erster Monat
Schwangerschaftswoche 3–4: Befruchtung und Einnistung
Die natürlicherweise beim Geschlechtsverkehr beziehungsweise bei der (u. U. auch künstlichen) Insemination in die Vagina gelangten Spermien wandern durch die Gebärmutter (Uterus) bis in die Ampulle des Eileiters. Dort treffen sie auf die nach der Ovulation (Eisprung) vom Fimbrientrichter aufgenommene Eizelle. Nach dem Eindringen (Imprägnation) kommt es zur zweiten Reifeteilung mit Verlust eines Polkörperchens. Die beiden Chromosomensätze von Eizelle und Spermium verschmelzen miteinander (Konjugation) und bilden nun eine entwicklungsfähige Zelle (Zygote), die innerhalb von drei Tagen unter hormoneller Steuerung in die Gebärmutter wandert.
In dieser Zeit erfolgen die Zellteilungen über die Morula zur Keimblase oder Blastozyste. 24 Stunden nach der Befruchtung beginnt aus den Zellen der frühen Form der Plazenta (Mutterkuchen) – dem so genannten Synzytiotrophoblast – die Produktion des Hormons hCG. Dieses stimuliert im Gelbkörper im Eierstock die Ausschüttung eines weiteren Hormons, Progesteron, welches den Eierstöcken signalisiert, dass für die nächste Zeit keine Eisprünge notwendig sind – die Menstruation bleibt aus. Gleichzeitig haben diese Hormone für die Auflockerung der Gebärmutterschleimhaut gesorgt, um die Einnistung der Blastozyste zu erleichtern. Die Einnistung in der Gebärmutterwand beginnt circa am fünften Tag nach der Befruchtung und ist nach 14 Tagen abgeschlossen. Bis dahin ist die Zwillingsbildung möglich. Die Blastozyste teilt sich nun in ihre äußere Schicht, den Trophoblasten, woraus sich die Plazenta entwickelt, und den Embryoblasten, aus welchem der Embryo entsteht. Das die beiden Teile verbindende Gewebe wird zur Nabelschnur.

#### Zweiter Monat
Schwangerschaftswoche 5–8: Anlage der größeren Organe
Der Körper der Schwangeren stellt sich nun auf die Schwangerschaft ein. Dies ist sehr häufig mit Beschwerden wie morgendlicher Übelkeit, Brechreiz und Schwangerschaftserbrechen verbunden, die durch das Schwangerschaftshormon hCG ausgelöst werden. Darüber hinaus kommen oft starke Müdigkeit, Heißhungerattacken und Stimmungsschwankungen vor. Das erste Fruchtwasser beginnt sich zu bilden. Das Dehnen der Mutterbänder führt manchmal zu einem Ziehen in der Leistengegend.
Beim Embryo beginnt sich in der sechsten Woche allmählich die Wirbelsäule zu bilden. Das Neuralrohr, aus dem Gehirn und Rückenmark entstehen, schließt sich Ende der sechsten Woche. Im Ultraschall kann jetzt die Herzaktivität nachgewiesen werden. In der siebten Woche beginnen Kopf und Rumpf Form anzunehmen. Es sind kleine Knospen zu erkennen, aus denen sich später die Gliedmaßen entwickeln. Der Embryo misst jetzt ca. 3 bis 8 mm (Scheitel-Steiß-Länge).
Ende der achten Woche sind an den Handplatten die Stellen erkennbar, wo sich später die Finger ausbilden werden. Augen- und Ohranlagen werden sichtbar. Allmählich werden alle Organe und Organsysteme angelegt. In der achten SSW misst der Embryo 9 bis 15 mm, sein Herz schlägt 140- bis 150-mal in der Minute.

#### Dritter Monat
Schwangerschaftswoche 9–12: Weitere Ausdifferenzierung
Die Blutmenge im mütterlichen Kreislauf erhöht sich von ca. 5 auf 6,5 l, um die Versorgung des Fötus zu gewährleisten. Aufgrund der größeren Blutmenge schlägt das Herz schneller, was die körperliche Leistungsfähigkeit herabsetzt. Als Folge der hormonellen Gefäßerweiterungen können Besenreiser oder Krampfadern auftreten. Gelegentlich kommt es auch zu einer verstopften Nase, Nasenbluten oder Zahnfleischbluten. Östrogene bewirken eine vermehrte Flüssigkeitseinlagerung im Gewebe. Das Hormon Progesteron führt zu einer Entspannung der Muskulatur. Da davon auch die Schließ-Muskulatur betroffen ist, ist oft ein erhöhter Harndrang zu bemerken. Dies wird verstärkt durch den erhöhten Stoffwechsel zwischen der Schwangeren und dem Embryo, auch durch die stetige Erneuerung des Fruchtwassers.
Ende der neunten Woche sind erste Ansätze für die Ausbildung von Zehen und Nase zu erkennen, in der zehnten Woche auch der Ohrmuscheln. Die Netzhaut pigmentiert sich. Das Augenpaar steht weit auseinander; die Augen sind zunächst offen, die Augenlider beginnen sich zu bilden. Erste Bewegungen sind möglich. Ende der zehnten SSW sind alle Organanlagen vorhanden. Die Knospen für die 20 Milchzähne werden ausgebildet. Der Embryo ist am Ende dieser Phase (Ende zwölfte Schwangerschaftswoche) 5 bis 6 cm groß und wiegt etwa 14 Gramm. Die Embryonalperiode wird nun von der Fetogenese abgelöst.

### Zweites Trimenon
Im zweiten Schwangerschaftsabschnitt verschwinden meist die anfänglichen Komplikationen wie Übelkeit. Deshalb, und weil das Risiko einer Fehlgeburt jetzt deutlich abgenommen hat, empfinden viele Frauen diese Zeit als sehr angenehm. Hatten manche im ersten Trimenon noch mit Wechselbädern der Gefühle zu kämpfen, ist dieses Trimenon meist gekennzeichnet von Ausgeglichenheit und Zufriedenheit. Aus diesen Gründen wird das zweite Trimenon von Hebammen als idealer Zeitraum für Reisen angesehen. Die ersten Bewegungen des Fötus werden jetzt spürbar.

#### Vierter Monat

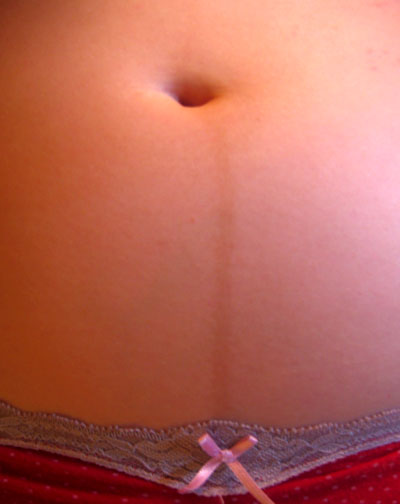
Linea nigra

Schwangerschaftswoche 13–16: Kindsbewegungen
Die stabilere Phase der Schwangerschaft beginnt jetzt. Die Hormonproduktion aus dem Eierstock wird nicht mehr benötigt, da die Plazenta so weit ausgereift ist, dass sie die schwangerschaftserhaltenden Hormone selbst bilden kann. Deshalb ist die hCG-Konzentration ab der zwölften SSW weniger hoch, eine eventuell vorhandene morgendliche Übelkeit bessert sich jetzt in der Regel. Die Gewichtszunahme beträgt nach Faustregel ca. 1 bis 1,5 kg pro Monat, beziehungsweise ca. 250 g pro Woche. Rötliche oder bräunliche Schwangerschaftsstreifen können aufgrund der Dehnung des Bindegewebes auftreten. Häufig tritt eine dunkle Linie (Linea nigra) auf, die zwischen Bauchnabel und Schambein verläuft. Diese hormonbedingte Farbveränderung bildet sich in der Regel nach der Schwangerschaft zurück. Die vermehrten Wassereinlagerungen können zur Schwellung von Armen und Beinen beziehungsweise Händen und Füßen führen.
Beim Fötus setzt im vierten Monat ein rasches Wachstum ein, die Organe bilden sich weiter aus. Die Augenlider schließen sich und öffnen sich erst in drei Monaten wieder. Spontane Bewegungen von Kopf, Armen und Beinen setzen ein. Die Schluckmuskulatur entwickelt sich. Die Lunge und das Verdauungssystem entwickeln sich weiter, indem der Fötus durch Zusammenziehen und Ausdehnen des Zwerchfells Fruchtwasser „ein- und ausatmet“ respektive „trinkt“, er hat Schluckauf. Speicheldrüsen, Magen, Nieren und Darm arbeiten bereits. Das geschluckte Fruchtwasser wird als Urin wieder ins Fruchtwasser abgegeben, welches alle zehn bis zwölf Stunden durch Neuproduktion ausgetauscht wird. Über die Plazenta erhält der Fötus Nährstoffe und Antikörper, gleichzeitig werden Abfallstoffe ausgeschieden. Das sogenannte Woll- oder Lanugohaar bildet sich. Es bildet sich bis zur Geburt wieder nahezu zurück. Gegen Ende dieses Schwangerschaftsmonats entwickeln sich die Genitalien. Das Geschlecht kann bei günstiger Lage des Ungeborenen per Ultraschall festgestellt werden. Der Fötus ist in der 16. SSW ca. 10 cm groß und wiegt bis zu 100 g. Sein Kopfdurchmesser ist ca. 35 mm.

#### Fünfter Monat
Schwangerschaftswoche 17–20: Kindsbewegungen meist spürbar
Die Gebärmutter ist jetzt etwa so groß wie eine Honigmelone und fast in Nabelhöhe. Ab der 18. bis 20. Schwangerschaftswoche sind für die Schwangere gewöhnlich die ersten Kindsbewegungen als feines, leichtes Kribbeln zu spüren. Ein relativ beschwerdefreier Schwangerschaftsabschnitt beginnt. In diesem Zeitraum können jedoch eventuell Veränderungen der Sehschärfe, Rückenschmerzen und Krämpfe in den Beinen auftreten.
Der Fötus misst am Ende des Monats 14 bis 16 cm und wiegt zwischen 150 und 300 g.

#### Sechster Monat
Schwangerschaftswoche 21–24: Kind beginnt, auf äußere Reize zu reagieren
Gegen Ende des Monats erreicht die Gebärmutter Nabelhöhe. Die Brüste vergrößern sich unter dem Einfluss der Hormone hCG, Östrogen und Progesteron. Eventuell kann Sodbrennen durch Lageveränderung des Magens auftreten.
Beim Fötus beginnt sich das Unterhautfettgewebe zu vermehren. Die Haut selbst wird von einer schützenden Fettschicht (Vernix caseosa, auch Käseschmiere) überzogen. Diese ermöglicht später ein leichteres Gleiten im Geburtskanal. Die Haut ist noch rötlich durchschimmernd, Finger- und Fußnägel sind fast vollständig entwickelt. Die Haare beginnen zu wachsen und die Verknöcherung des Skeletts schreitet voran. Ein rasches Wachstum des Gehirns setzt ein. Gegen Ende des Monats reagiert das werdende Kind auf akustische und optische Reize von außen (Stimmen, Schall, Licht). Ob zu diesem Zeitpunkt bereits Schmerzwahrnehmungen möglich sind, ist umstritten. Eine Analyse der vorhandenen Forschungsergebnisse kam zu dem Schluss, dass Schmerzempfindungen vor dem dritten Trimenon unwahrscheinlich sind. Am Ende des sechsten Monats ist der Fötus ca. 26 cm groß (vom Scheitel bis zur Sohle) und wiegt 500 g.

### Drittes Trimenon
Im letzten Schwangerschaftsabschnitt reift der Fötus vollständig heran und der Körper der werdenden Mutter bereitet sich auf die Geburt vor. Für die Frau kann dieser Abschnitt hauptsächlich wegen des zusätzlichen Gewichts wieder unangenehmer sein, vor allem im Sommer. Durch eine intensivmedizinische Behandlung ist ein Überleben des Kindes bei einer Frühgeburt in diesem Zeitraum schon möglich.

#### Siebter Monat

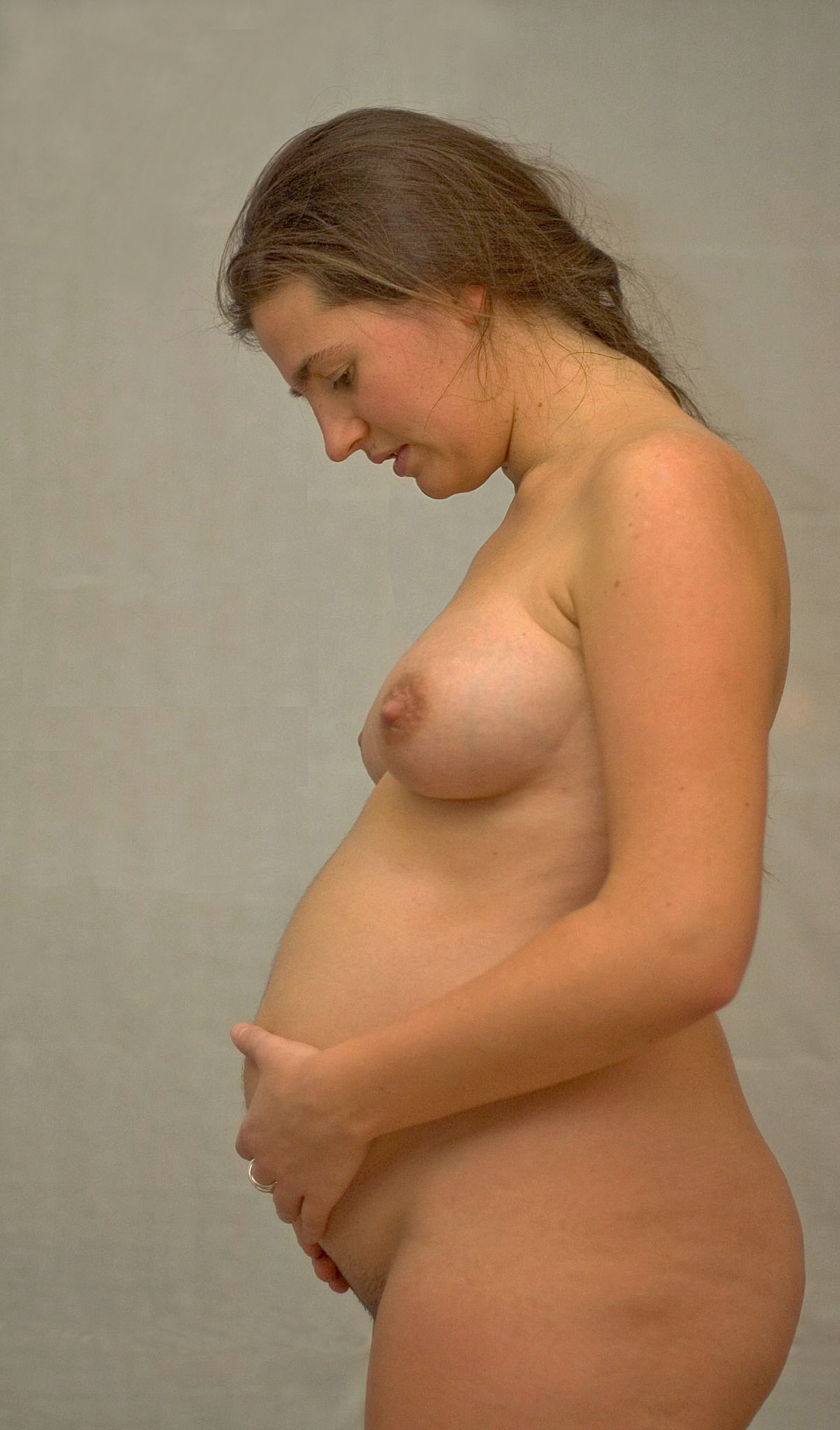
Schwangere Frau in der 26. Woche

Schwangerschaftswoche 25–28: Öffnen der Augenlider
Bei der Schwangeren können die Wassereinlagerungen in Armen und Beinen aufgrund des hohen Austauschbedarfes an frischem Fruchtwasser zunehmen. Der sich ausbreitende Uterus drückt auf die Verdauungsorgane und die Lunge, die Folge sind Kurzatmigkeit und die Gefahr von Hämorrhoiden. Das zunehmende Gewicht kann im letzten Trimenon Rücken- und Fußschmerzen verursachen. Der Ausfluss aus den Brüsten (Kolostrum) kann einsetzen.
Gegen Ende des Monats öffnen sich die Augenlider des Fötus wieder. Er misst jetzt etwa 35 cm und wiegt etwa 1000 g. Ab ca. der 23. SSW hat das Kind bei einer Frühgeburt eine geringe Chance, außerhalb der Gebärmutter unter hohem intensivmedizinischem Aufwand zu überleben. Die Überlebenschancen in der 25. SSW betragen ca. 32 bis 43 %, in der 28. SSW 79 %. Je früher das Kind geboren wird, desto größer sind die Risiken bleibender gesundheitlicher Schäden. Vor Ende der 25. Woche liegt dieses Risiko bei 50 %.

#### Achter Monat
Schwangerschaftswoche 29–32: Erste Übungswehen
Jetzt können erste schmerzlose Kontraktionen (auch Senkwehen, Vorwehen, Übungswehen oder Vorbereitungswehen) auftreten. Der Bauch verhärtet sich durch rhythmisches Zusammenziehen der Gebärmutter. Eventuell werden jetzt auch Schließmuskel- und Blasenschwäche deutlich, was gegebenenfalls durch Training des Schließmuskels gelindert werden kann. Die größer werdende Gebärmutter verdrängt weiter die anderen im Bauchraum befindlichen Organe. Durch den gestörten pH-Wert der Vaginalschleimhaut können vermehrt Pilzinfektionen oder bakterielle Infektionen auftreten.
Bis auf die Lunge sind alle Organe des werdenden Kindes fast vollständig entwickelt. Am Ende des Monats misst es rund 40 cm und wiegt 1700 bis 2000 g.

#### Neunter Monat

Fötus in Schädellage

Schwangerschaftswoche 33–36: Senkung des Kindes
Die Schwangere hat im Durchschnitt 10–12 kg zugenommen. Gegen Ende der 36. SSW tritt der Kopf des Kindes in das kleine Becken ein, die Gebärmutter senkt sich etwas nach unten. Die Atmung fällt der Schwangeren so wieder leichter. Oft treten jetzt Schlafstörungen auf.
Ab der 35. SSW ist die Lungenreifung abgeschlossen. Die meisten ungeborenen Kinder (92 bis 93 %) liegen nun in der richtigen Geburtslage mit dem Kopf nach unten. Bis zur 37. SSW kann sich das Kind noch von einer Steißlage in die Schädellage drehen. Bewegungen sind dem Kind aber nur noch eingeschränkt möglich. Gegen Ende des Monats ist es ca. 45 cm groß und wiegt etwa 2800 g.

#### Zehnter Monat
Schwangerschaftswoche 37–40: Geburt steht bevor
Die durchschnittliche Gewichtszunahme der werdenden Mutter im Verlauf der Schwangerschaft beträgt ca. 10–15 kg. Das Gewicht stagniert bei vielen Schwangeren kurz vor der Geburt, kann sogar leicht abnehmen. Es können häufiger Vorwehen eintreten.
In den letzten Wochen nimmt das Kind vor allem an Gewicht zu. Über die Plazenta nimmt es Antikörper aus dem Blutkreislauf der Mutter auf. Das Baby misst bei der Geburt ca. 48 cm bis 54 cm und wiegt 2800 g bis 4000 g. Der Durchmesser des Kopfes liegt zwischen 9,5 cm und 10,5 cm.

#### Geburt
Die Schwangerschaft endet in der Regel mit der Niederkunft der Mutter (der Geburt des Kindes). Sie kann sich durch folgende Symptome ankündigen:
- durch das Einsetzen der Eröffnungswehen (Dauer ca. 30 bis 60 Sekunden, alle zehn Minuten über einen Zeitraum von ein bis zwei Stunden)
- durch einen eventuell leicht blutigen Ausfluss infolge des sich lösenden Schleimpfropfes vom Muttermund (einige Tage vor der Geburt)
- den Blasensprung (das Platzen der Fruchtblase)
- Durchfall oder Erbrechen

Nach der Geburt beginnt die Schwangerschaftsrückbildung, also die Regeneration von Bauchdecke, Gebärmutter, Beckenbodenmuskulatur, Vaginalkanal, Vagina und Hormonhaushalt. Die Rückbildungsdauer ist individuell verschieden, dauert aber ungefähr so lange wie die Schwangerschaft.

## Vorgeburtliche Untersuchungen und Behandlungen
In Deutschland hat jede werdende Mutter einen Anspruch auf Betreuung durch eine Hebamme oder einen Arzt während der Schwangerschaft, bei der Geburt und einige Wochen nach der Geburt. Empfohlen sind, bei komplikationsloser Schwangerschaft, zunächst Besuche in einem Abstand von vier Wochen nach Bekanntwerden der Schwangerschaft, ab der 32. Schwangerschaftswoche in einem Abstand von zwei Wochen und bei Überschreitung des Geburtstermins schließlich alle zwei Tage. Alle Befunde werden in den Mutterpass (oder Mutter-Kind-Pass in Österreich) eingetragen.

### Ultraschalluntersuchungen
Die Sonografie, umgangssprachlich Ultraschall, ist ein bildgebendes Verfahren, das die medizinische Praxis der vorgeburtlichen Untersuchungen in den letzten Jahrzehnten sehr verändert hat. Sie ermöglicht unter anderem eine Überwachung der Entwicklung des Fötus, die Feststellung von Mehrlingsschwangerschaften und des Geschlechts. Ultraschalluntersuchungen gelten als unbedenklich für den Fötus. 
Bei adipösen Schwangeren ist die Darstellung des Kindes mittels Ultraschall schwieriger oder nicht einwandfrei möglich. Da es besonders bei übergewichtigen Frauen oft zu Fehlbildungen des Kindes kommt, empfehlen Experten, die Untersuchung in sitzender Position von oben oder in seitlich liegender Position von der Flanke aus durchzuführen.
Im Rahmen der allgemeinen Schwangerschaftsvorsorge sehen die deutschen Mutterschafts-Richtlinien drei Ultraschall-Untersuchungen vor.

### Pränataldiagnostik
Das Ziel der Pränataldiagnostik ist es, Erkrankungen der werdenden Mutter und Krankheiten oder Behinderungen (z. B. Down-Syndrom/Trisomie 21) beim heranwachsenden Kind bereits frühzeitig festzustellen beziehungsweise eine individuelle Wahrscheinlichkeit zu errechnen. Eine positive Diagnose impliziert oft einen Schwangerschaftsabbruch aus medizinischer Indikation, da eine Behandlung im Mutterleib (Therapie in utero) nur in wenigen Fällen möglich ist.
Daher sind viele Untersuchungen umstritten. Ethisch fragwürdig ist unter anderem, wie ein ungeborenes Leben als lebenswert oder unlebenswert beurteilt werden kann, zumal sichere Aussagen zur nachgeburtlichen Entwicklung des Kindes nur in vergleichsweise wenigen Fällen möglich sind. Insbesondere die nicht-invasiven Methoden der Pränataldiagnostik wie beispielsweise die Nackentransparenz-Messung, das Erst-Trimester-Screening oder der Triple-Test können die Eltern oft stark psychisch belasten, da sie nie ein sicheres Ergebnis, sondern lediglich Wahrscheinlichkeiten anhand statistischer Durchschnittswerte angeben, indem sie z. B. das Alter der Mutter, den Zustand des Embryos usw. berücksichtigen. Hingegen gibt ein DNA-Test anhand einer Blutprobe der Mutter ab der 9. Schwangerschaftswoche ein sicheres Ergebnis ab, da hierbei die fetale DNA selbst untersucht wird, die sich ab dieser Schwangerschaftsphase im mütterlichen Blut nachweisen lässt. Mit dieser Methode ist auch ein Vaterschaftstest beim Ungeborenen möglich.

### Risikoschwangerschaft
Wesentliches Ziel der ärztlichen Betreuung ist die Erkennung von möglichen oder bereits vorhandenen Risiken für Schwangere und ihr Kind. Im Jahre 1990 wurden in Deutschland 34 % aller Schwangerschaften als Risikoschwangerschaft klassifiziert. Die Bayerische Arbeitsgemeinschaft zur Qualitätskontrolle spricht für das Jahr 2002 von 65 % und in Niedersachsen von etwa 73 %.
Der Anteil der Risikoschwangerschaften unter allen Schwangerschaften stieg von 2001 bis 2010 von 68,5 auf 73,4 Prozent. Tatsächlich kommen jedoch 95 % der in Deutschland geborenen Kinder gesund zur Welt.
Die hohe Anzahl von so genannten „Risikoschwangerschaften“ lässt sich unter anderem dadurch erklären, dass viele Paare heutzutage Kinder erst recht spät einplanen. Risikoschwangere erhalten als Konsequenz durch die Krankenkassen über die Standardleistungen hinaus weitere ärztliche Leistungen wie häufigere Kontrollen, Überweisungen an entsprechende Spezialisten, den Einsatz weiterer diagnostischer Mittel wie zum Beispiel Fruchtwasseruntersuchung, Hormonanalysen oder gegebenenfalls die Einweisung in ein geburtshilfliches Zentrum mit intensivmedizinischer Betreuung.
Folgende Faktoren führen unter anderem zur Einstufung einer Risikoschwangerschaft:
- Alter unter 18 Jahre oder über 35 Jahre (Erstgebärende) beziehungsweise über 40 Jahre (Spätgebärende)
- Mehrlingsschwangerschaften
- Vielgebärende, die schon mehr als vier Kinder geboren haben
- Sterilitätsbehandlungen
- zwei oder mehr der Schwangerschaft vorausgehende Fehlgeburten
- Komplikationen bei früheren Geburten
- Rhesus-Inkompatibilität
- Lageanomalien des Kindes
- Schwangerschaftsdiabetes beziehungsweise Zuckerkrankheit, Schwangerschaftsbluthochdruck
- anhaltender Medikamenten-, Alkohol-, Nikotin- oder anderer Drogenkonsum
- verzögertes Wachstum oder abnorm großes Kind
- Veränderungen des Fruchtwassergehaltes
- akute Allgemeinerkrankungen oder Infektionen
- Gebärmutterhalsschwäche (Cervixinsuffizienz)
- Niereninsuffizienz beziehungsweise fehlende Organe wie eine Niere
- Gerinnungsstörungen, wie Faktor-V-Leiden-Mutation

## Komplikationen und Probleme
Während einer Schwangerschaft kann es bei der Mutter zu Störungen beziehungsweise Beeinträchtigungen kommen, die nur während der Schwangerschaft auftreten (medizinisch Gestosen). Für andere Erkrankungen wie zum Beispiel die tiefe Beinvenenthrombose oder die sehr seltene Sinusthrombose stellt die Schwangerschaftssituation ein erhöhtes Risiko dar; das für eine tiefe Beinvenenthrombose ist um Faktor 5 erhöht und trifft ein bis zwei Schwangere pro Tausend.
Manche chronische Erkrankungen machen sich während der Schwangerschaft weniger bemerkbar: so kann die Schubhäufigkeit bei Schwangeren mit Multipler Sklerose oder Rheumatoider Arthritis während der Schwangerschaft reduziert sein. Bereits 1937 beobachtete Philip Showalter Hench eine Besserung rheumatischer Erkrankungen bei Schwangerschaft.
Der Theologieprofessor und Reformator Martin Luther schrieb im 16. Jahrhundert über schwangere Frauen noch: „Ob sie sich aber auch müde und zuletzt todt tragen, das schadt nicht, laß nur todt tragen, sie sind darum da“. Jedes Jahr sterben weltweit ca. 600.000 Frauen und Mädchen an Komplikationen während der Schwangerschaft oder Geburt, davon 99 % in Entwicklungsländern. In Afrika südlich der Sahara stirbt eine von 16 Frauen an den Folgen einer Schwangerschaft oder Geburt, da die Mehrzahl der Geburten auch bei Komplikationen ohne medizinische Betreuung stattfindet. In Industrieländern beträgt das Risiko 1:2800.

### Schwangerschaftsspezifische Erkrankungen
Nach dem Zeitpunkt ihres Auftretens wird die Gestose unterteilt in Früh- (Erstes Trimenon) und Spätgestose (Drittes Trimenon). Hauptvertreter sind übermäßiges Schwangerschaftserbrechen (Hyperemesis gravidarum) und schwangerschaftsinduzierter Bluthochdruck (Schwangerschaftshypertonie). Bluthochdruck kann ein Zeichen einer beginnenden Präeklampsie sein, daher wird er in der Schwangerschaftsvorsorge regelmäßig gemessen. Weitere Symptome sind Wassereinlagerungen (Ödeme) und Eiweißausscheidung im Urin. Die Eklampsie ist die schwerste Form einer Gestose, Symptome sind Krämpfe und/oder Bewusstlosigkeit. Die Patientinnen hatten meist zuvor eine Präeklampsie. Selten kann es auch zu einer Osteoporose kommen.

### Psychische Erkrankungen in der Schwangerschaft
Eine groß angelegte englische Studie berichtet über die Häufung von Depressionen in der Schwangerschaft (siehe auch Schwangerschaftsdepressionen), circa 10 % aller Frauen sind hiervon betroffen. Die Symptome können extrem unterschiedlich sein. Hauptsymptom ist eine herabgesetzte Stimmung, wobei dies nicht Trauer im engeren Sinn sein muss, sondern von den betroffenen Patientinnen auch oft mit Begriffen wie „innere Leere“, „Verzweiflung“ und „Gleichgültigkeit“ beschrieben wird. Es dominieren negative Zukunftsaussichten und das Gefühl der Hoffnungslosigkeit. Das Selbstwertgefühl ist niedrig. Die depressive Symptomatik in der Schwangerschaft wird oft von schwangerschaftstypischen „Themen“ beeinflusst. Dies können etwa Befürchtungen in Bezug auf die Mutterrolle oder die Gesundheit des Kindes sein.
Das erstmalige Auftreten einer psychotischen Störung in der Schwangerschaft ist selten. Häufiger verschlimmern sich bestehende psychotische Erkrankungen. Dies liegt zum einen an der besonderen biologischen und seelischen Situation der Schwangeren, zum anderen kann es durch eine Reduzierung oder ein Absetzen antipsychotischer Medikamente verursacht sein. Zwangsstörungen können sich in der Schwangerschaft verschlimmern. Bei der Panikstörung ist dies ebenfalls der Fall. Bei einigen Patientinnen, die vorher nur leichte Symptome hatten, kann es während der Zeit der Schwangerschaft zu einer massiven Häufung von Panikattacken kommen.

### Suchtmittel und Medikamente
Psychotrope Substanzen

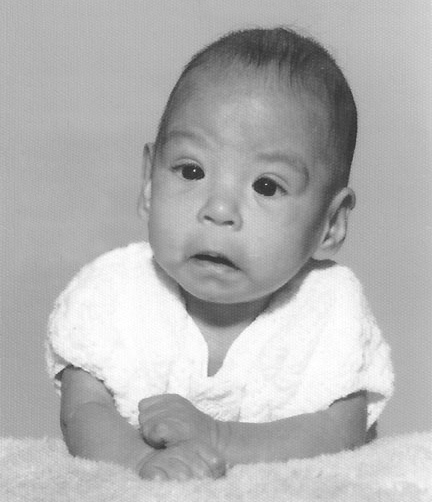
Baby mit typischen Gesichtsmerkmalen des Fetalen Alkoholsyndroms (kleine Augen, glattes Philtrum, schmale Oberlippe), ausgelöst durch Alkoholkonsum in der Schwangerschaft

Alkoholkonsum und Rauchen sind schädlich für das ungeborene Kind.
Alkoholkonsum
Eine englische Studie (2012), die etwa 4000 Schwangere umfasste, kam zu dem Ergebnis, dass sich auch kleine Mengen Alkohol auf die Intelligenz des Kindes negativ auswirken. Selbst geringer Alkoholkonsum während der Schwangerschaft kann zu alkoholbedingten Schädigungen (Fetal Alcohol Spectrum Disorder, FASD) führen; das Vollbild der Störung ist das fetale Alkoholsyndrom (FAS), eine Kombination schwerwiegender geistiger und körperlicher Schäden, die zu den häufigsten angeborenen Behinderungen in Deutschland zählt. Nach Schätzungen werden bundesweit jährlich 10.000 Babys mit FASD geboren, davon etwa 4000 mit FAS.
Rauchen
Rauchende Schwangere haben ein vermehrtes Risiko einer Fehlgeburt, eine Verdopplung der Häufigkeit einer Frühgeburt und weisen ein dreifach erhöhtes Risiko einer Totgeburt bzw. der perinatalen Mortalität auf. Das Risiko, dass das Kind eine Aufmerksamkeitsdefizit-/Hyperaktivitätsstörung (ADHS) aufweist, liegt bei Müttern, die während der Schwangerschaft rauchen, bei 16,5 %, sonst bei 4,6 % – es ist also 3,6 Mal höher als bei Nichtrauchenden. Rauchen während der Schwangerschaft erhöht ferner das Risiko für ein späteres kindliches Asthma und bewirkt ein deutlich niedrigeres Geburtsgewicht. Insbesondere kann es zum fetalen Tabaksyndrom führen.
Kokain und Heroin
Der Konsum von Kokain kann zu Fehlbildungen beim Kind und durch die gefäßverengende Wirkung zu Durchblutungsstörungen in unterschiedlichen Organen und zu Schwangerschaftskomplikationen führen, zum Beispiel zu vorzeitiger Plazentaablösung und Frühgeburt.
Plant eine drogenabhängige Frau schwanger zu werden, ist die Beendigung des Drogenkonsums vor dem Antritt der Schwangerschaft angezeigt, da die Wirkung der Drogen die Gesundheit des Fötus beeinträchtigt.
Wird eine Heroin- (oder polytoxikoman-) abhängige Frau schwanger, ist die Aufnahme in ein Substitutionsprogramm angezeigt, da die regelhaft vorkommenden Schwankungen zwischen Sättigung/Überdosierung und Entzug eine Gefahr für die Schwangerschaft an sich und das ungeborene Kind im Besonderen darstellen.
Der Nutzen einer Substitutionstherapie für Mutter und Kind übersteigt die Gefahren eines (möglichen) Entzugssyndroms des Neugeborenen, wenn die Mutter keinen Beikonsum betreibt.
In einer Studie der TU Dresden wurde nachgewiesen, dass ca. 58,9 % der Personen, die an einem Substitutionsprogramm teilnehmen, Beikonsum betreiben.
Die Substitution der Mutter hat Auswirkungen auf die Gesundheit und die Entwicklung des Fötus. Es gibt zahlreiche Gegenanzeigen der bei Schwangerschaft im Substitutionsprogramm verabreichten Medikamente. Diese sind in den jeweiligen Fach- und Gebrauchsinformationen und Beipackzetteln der Hersteller beschrieben und durch die Zulassung der Arzneimittel durch das BfArM beschrieben, wie zum Beispiel: Methadon.
Methadon
Methaddict:
Es wurden neurologische Befunde mit Hörstörungen, geistigen und motorischen Entwicklungsverzögerungen, Augenanomalien und eine erhöhte Inzidenz von Otitis media beobachtet. Es wird empfohlen die Substitution mit Methadon vor der Geburt ausschleichend zu beenden. Wenn das Ausschleichen nicht möglich ist, muss der Entzug des Neugeborenen auf einer Kinderintensivstation durchgeführt werden.
L-Polamidon
L-Polamidon:
Ein Zusammenhang zwischen dem Konsum von L-Polamidon und dem plötzlichen Kindstod wird angenommen. Es wurden neurologische Befunde mit Hörstörungen, geistige und motorische Entwicklungsverzögerungen und Augenanomalien und eine erhöhte Inzidenz von Otitis media beobachtet.
- Buprenorphin

Subutex
Subutex:
Es wurden Atemdepressionen bei Neugeborenen beobachtet, wenn gegen Ende der Schwangerschaft hohe Dosen Subutex (auch nach kurzer Dauer der Substitution) konsumiert wurden. Die Reproduktionstoxizität für Tiere wurde durch experimentelle Studien nachgewiesen. Bisher ist das potentielle Risiko in Bezug auf die Reproduktionstoxizität für die Schwangere und den Fötus unbekannt.
Langzeitanwendung während der drei Monate vor der Geburt kann zum neonatalen Abstinenzsyndrom führen. Beobachtet wurden zum Beispiel Hypertonie, neonataler Tremor, neonatale Agitation, Myoklonus oder Krämpfe.
Ein hohes Risiko für die Gesundheit des Fötus stellt der Beikonsum, der zusätzlich zu der Teilnahme an einem Substitutionsprogramm ausgeführt werden kann, dar. Das Bundesinstitut für Arzneimittel und Medizinprodukte (BfArM) warnt „Ein missbräuchlicher nicht bestimmungsgemäßer Beikonsum von Drogen/Suchtstoffen/Arzneimitteln muss insbesondere in der Schwangerschaft und Stillzeit strikt vermieden werden.“
Der Beikonsum der Schwangeren während der Teilnahme an einem Substitutionsprogramm führt laut einer Studie von Ruthard Stachowske, die zwischen Oktober 1996 und Dezember 2006 in der Fachklinik und Jugendhilfeeinrichtung „Therapeutische Gemeinschaft Wilschenbruch“ in Lüneburg mit 100 untersuchten Schwangerschaften (von denen 24 Schwangerschaften unter Substitution mit Beikonsum stattfanden) durchgeführt wurde, zu folgenden Krankheiten: 22 von den geborenen Kindern litten unter neonatalem Abstinenzsyndrom bis zu drei Monate nach dem Entzug; hatten Verhaltens- und emotionale Störungen. 21,7 % der befragten Mütter hatten eine Frühgeburt. Von 24 Müttern machten 21 Mütter falsche Angaben bei ihrem Substitutionsarzt, wie zum Beispiel gefälschte Drogentests. Weitere Krankheiten und Auffälligkeiten werden in der wissenschaftlichen Veröffentlichung der Forschungsarbeit beschrieben.
Naltrexon
Eine Naltrexon-Belastung (die Verabreichung eines Opioid-Antagonisten) soll in der Schwangerschaft nicht vorhanden sein, da es dadurch zu Fehlgeburten und vorzeitigem Wehenbeginn kommen kann. Die vor- und nachgeburtliche Betreuung sollen der betreuende Gynäkologe und ein in Abhängigkeitsfragen geschulter Spezialist in Zusammenarbeit durchführen.
Marihuana
Zu Auswirkungen von Konsum von Marihuana während der Schwangerschaft sind die Daten inkonsistent. Sehr oft werden gleichzeitig andere Substanzen wie Zigaretten und Alkohol konsumiert; zudem könnten die Studienergebnisse durch soziodemographische Risikofaktoren verfälscht werden. Die verfügbaren Erkenntnisse lassen jedoch befürchten, dass das Wachstum des Fötus negativ beeinflusst wird.
Kokain und Crack
Werden während der Schwangerschaft Kokain und Crack konsumiert, erhöht sich das Risiko einer Frühgeburt. Auch das Risiko einer Plazentalösung steigt durch den Konsum dieser Drogen während der Schwangerschaft an. Des Weiteren erhöht Kokain die Wahrscheinlichkeit von Geburtsfehlern, neurologischen Problemen, Krämpfen und Entwicklungsproblemen.
Betäubungsmittel und Opiate
Findet während der Schwangerschaft ein erheblicher und dauerhafter Konsum von Betäubungsmitteln und Opiaten statt, hat dies schädigende Folgen für das Ungeborene. Es kann zu Wachstumsproblemen des Fötus, einer Frühgeburt, dauerhaften Schäden des Gehirns und einer unterdurchschnittlichen Kopfgröße kommen.
Amphetamine und Aufputschmittel
Es gibt wenig Informationen über jene Nebeneffekte, die durch den Konsum von Amphetaminen und Aufputschmitteln während einer Schwangerschaft auftreten. Es ist allerdings bekannt, dass diese Substanzen den Appetit zügeln, wodurch es zu einer Beeinträchtigung des Wachstums des Fötus kommen kann. Untersuchungen haben ergeben, dass ein erhöhtes Risiko von Wachstumsproblemen des Fötus, einschließlich einer kleinen Kopfgröße besteht.
Zudem kann es zu einer Plazentalösung sowie dauerhaften Schäden des Gehirns des Fötus kommen. Der Konsum von Amphetaminen und Aufputschmitteln während einer Schwangerschaft kann dazu führen, dass der Fötus stirbt.
Medikamente
Fast alle Medikamente, auch nicht apothekenpflichtige, können auch auf das werdende Kind besondere Auswirkungen haben. Daher wird die Einnahme in der Regel mit dem behandelnden Arzt abgesprochen. Umfassende Übersichten zur Arzneimittelanwendung während Schwangerschaft und Stillzeit liegen vor; das deutsche Bundesministerium für Gesundheit bietet seit 2008 die Datenbank www.arzneimittel-in-der-schwangerschaft.de.
Einige Medikamente haben teratogene Wirkung (beispielsweise Thalidomid (Contergan®)), das heißt, ihre Einnahme kann zu Fehlbildungen führen.
Arzneimittel (auch rezeptfreie und pflanzliche) sollen während der Schwangerschaft nur nach Rücksprache mit einem Arzt oder Apotheker eingenommen werden.

### Infektionen während der Schwangerschaft
Infektionen können zu Fehlgeburten führen und auf das ungeborene bzw. während der Geburt auf das neugeborene Kind übertragen werden und schwere Erkrankungen, bleibende Schäden und den Tod zur Folge haben. Da es bisher für wenige Infektionskrankheiten Impfungen gibt, sollte der Impfschutz der zukünftigen Mutter schon bei Kinderwunsch während der Familienplanung überprüft und ggf. ergänzt werden. Zum Beispiel können die in der Folge genannten Erreger in der Schwangerschaft gefährlich werden.
Bakterien:
- Chlamydien (Chlamydia trachomatis): Chlamydien-Konjunktivitis und Pneumonie des Neugeborenen
- Gonokokken (Neisseria gonorrhoeae): Gonoblennorrhoe
- Listeriose (Listeria monocytogenes): Granulomatosis infantiseptica
- Streptokokken der Gruppe B (Streptococcus agalactiae): Sepsis (early-onset) und Meningitis (late-onset) bei Neugeborenen
- Syphilis (Treponema pallidum): Lues connata

Protozoen:
- Malaria (Plasmodium falciparum)
- Toxoplasmose (Toxoplasma gondii)[58][59]

Viren:
- COVID-19 (SARS-CoV-2): Während der Schwangerschaft besteht ein erhöhtes Risiko für einen schweren Verlauf von COVID-19.[60]
- Hepatitis B (Hepatitis-B-Virus, HBV)
- Hepatitis E (Hepatitis-E-Virus, HEV): ausschließlich asiatischer Genotyp HEV-1, europäischer Typ HEV-3 bei Schwangerschaften irrelevant
- Herpes simplex (Herpes-simplex-Virus, HSV): Herpes neonatorum
- Humanes Immundefizienz-Virus (HIV): Das HI-Virus wird nicht zwangsläufig von einer infizierten Schwangeren auf das ungeborene Kind übertragen. Die Wahrscheinlichkeit einer Übertragung während der Geburt ist jedoch hoch, wenn keine geeigneten medizinischen Schutzmaßnahmen ergriffen werden. Das Risiko einer Infektion eines Kindes durch eine HIV-infizierte Mutter während der Schwangerschaft oder während der Geburt wird ohne Behandlung auf etwa 15 bis 30 % geschätzt.

Bei bekannter HIV-Infektion der Mutter kann das Risiko einer Übertragung auf das Kind durch die Gabe antiretroviraler Medikamente und die Geburt durch Kaiserschnitt auf weniger als fünf Prozent vermindert werden.
Die notwendigen Maßnahmen zur Vorbeugung gegen die Mutter-Kind-Übertragung von HIV können nur dann erfolgreich eingesetzt werden, wenn die HIV-Infektion der Mutter bekannt ist. Daher empfiehlt die AWMF jeder Schwangeren ein HIV-Antikörpertest anzubieten. Dessen Durchführung ist an die ausdrückliche Zustimmung der werdenden Mutter gebunden.
- Influenzavirus
- Lymphozytäres Choriomeningitis-Virus (LCMV)
- Masern (Masernvirus)
- Mumps (Rubulavirus): ausschließlich selten Fehlgeburt im 1. Trimenon
- Ringelröteln (Parvovirus B19): fetale Anämie, Hydrops fetalis
- Röteln (Rubellavirus): Rötelnembryofetopathie
- Windpocken (Varizella-Zoster-Virus, VZV): Varizellenembryofetopathie, perinatal: Neonatale Varizellen
- Zytomegalie (Humanes Cytomegalievirus, CMV)

### Impfungen
Fällige Impfungen mit Totimpfstoffen können den werdenden Müttern nach aktuellen Empfehlungen des in Deutschland dafür zuständigen Robert Koch-Instituts im zweiten und dritten Drittel der Schwangerschaft bedenkenlos verabreicht werden; im ersten Drittel sollten dagegen nur dringend durchzuführende Totstoff-Impfungen vorgenommen werden. Vor einer Schwangerschaft erfolgte Totstoff-Impfungen sind kein Grund zum Aufschub einer Schwangerschaft. Kontraindiziert sind Impfungen mit Lebendimpfstoffen (wie gegen Masern, Mumps und Röteln) ab drei Monaten vor einer und während der gesamten Schwangerschaft. In der anschließenden Stillzeit sind Impfungen generell ohne Beschränkungen möglich.
Zur Impfung gegen COVID-19 siehe auch: COVID-19-Impfung in Deutschland#Schwangere und Stillende

### Allogene immunologische Komplikationen
Hat die Schwangere bestimmte Merkmale auf ihren Blutzellen nicht, die aber vom Vater auf das Kind im Mutterleib vererbt wurden, kann die Mutter diese Merkmale als fremd erkennen. Dann bildet die Mutter Antikörper gegen diese. Die Antikörper können in das Kind eindringen und dort die Merkmal-tragenden Blutzellen zerstören. Man spricht bei den Erythrozyten (roten Blutkörperchen) von Rhesus-Inkompatibilität, bei den Thrombozyten (Blutplättchen) von fetaler oder (nach der Geburt) neonataler Alloimmun-Thrombozytopenie und bei den neutrophilen Granulozyten (weiße Blutkörperchen) von fetaler bzw. neonataler Alloimmun-Neutropenie (FAIN bzw. NAIN).

### Fehlgeburten
In den ersten drei Monaten der Schwangerschaft ist das Risiko, eine Fehlgeburt zu erleiden, relativ groß. Schätzungsweise ein Viertel aller Schwangerschaften enden in den ersten zwölf Wochen (Frühabort). Es wird davon ausgegangen, dass bis zu 50 % der sich in der Gebärmutter einnistenden Eizellen als Frühabort enden. Diese Fehlgeburt wird als verspätete Monatsblutung angesehen und bleibt meist unbemerkt. Eine bewusst wahrgenommene Fehlgeburt kann ein stark traumatisches Erlebnis für eine Frau sein. Um eventuellen Enttäuschungen und dem sozialen Druck zu begegnen, ist es verbreitet, bis zum Ende der zwölften Schwangerschaftswoche mit der offiziellen Verkündung der Schwangerschaft zu warten.

### Schwangerschaftsabbruch aus medizinischen Gründen
Im Gegensatz zu Früh- und Fehlgeburten wird bei einer Abtreibung die Schwangerschaft willentlich abgebrochen. Als medizinischer Grund wird eine gesundheitliche Gefährdung der Schwangeren oder eine ihr psychisch nicht zumutbare schwere Behinderung des Fötus angesehen. Abtreibungen aus medizinischen Gründen sind allerdings recht selten. In Deutschland wurden im Jahr 2007 insgesamt 116.871 Schwangerschaften abgebrochen, d. h. 17 pro 100 Geburten.
2014 waren es 99.700 Schwangerschaftsabbrüche, lediglich vier Prozent der Fälle erfolgten durch medizinische und kriminologische Indikationen.

### Sonstige Beeinträchtigungen

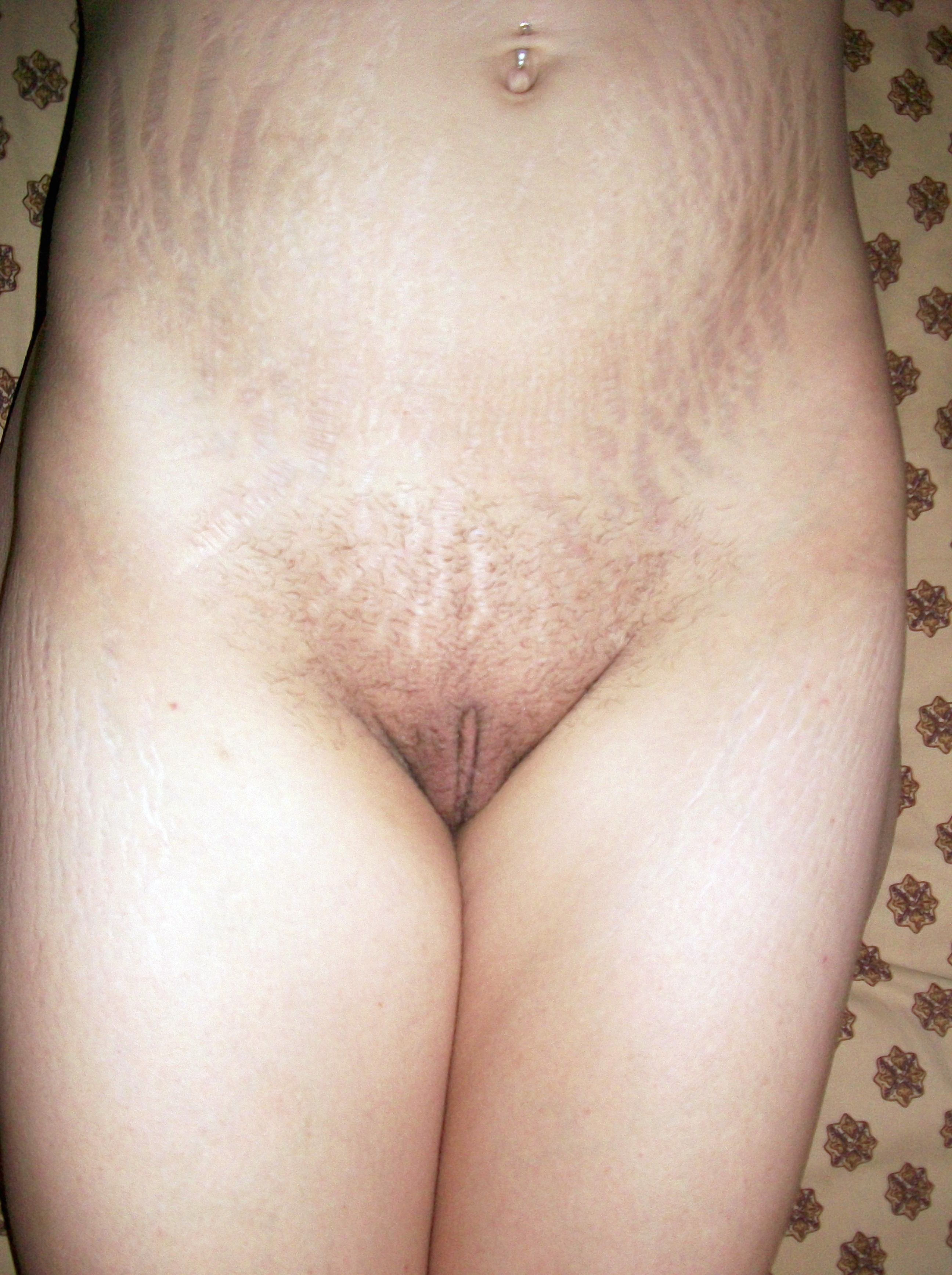
Schwangerschaftsstreifen (Striae gravidarum) werden sichtbarer nach der Geburt durch Rückbildung des Bauches

Vor, während oder nach einer Schwangerschaft kann es zu weiteren Beeinträchtigungen kommen. Siehe hierzu:
- Unfruchtbarkeit
- Schwangerschaft außerhalb der Gebärmutter (Extrauteringravidität), z. B. Eileiterschwangerschaft
- Dehnungsstreifen im Gewebe
- Dammriss bei der Geburt
- Postpartale Stimmungskrisen
- Postnatale Depression
- Schwangerschaftstumor (Granuloma gravidarum)
- Pruritische urticarielle Papeln und Plaques der Schwangerschaft (schwangerschaftsbedingte Hauterkrankung)

Etwa 35 bis 50 % aller Schwangeren bekommen während ihrer Schwangerschaft eine Gingivitis.
Die Atmung der Mutter verändert sich in der Schwangerschaft: Eine erhöhte Atemfrequenz und tiefere Atemzüge erhöhen die Aufnahme von zusätzlichem Sauerstoff für das Kind. Weil dabei Kohlendioxid vermehrt ausgeatmet wird, kommt es zu einer leichten respiratorischen Alkalose des Blutes. Der mütterliche Kohlendioxidwert im arteriellen Blut wird mit 32 mmHg als üblicher Wert angegeben. Gleichzeitig ist die Menge von Bikarbonat im Blut erniedrigt, so dass bei mangelnder Pufferkapazität Schwangere z. B. bei Atmungsproblemen schneller eine Azidose entwickeln.

### Sodbrennen in der Schwangerschaft
Neben den bekannten Erscheinungen während einer Schwangerschaft wie Übelkeit und Rückenschmerzen kann Sodbrennen zu einem Problem werden. Eine Studie hat ergeben, dass mehr als 70 Prozent der Frauen während der Schwangerschaft unter anhaltendem Sodbrennen leiden, diese Beschwerden also mit zu den häufigsten während der Schwangerschaft zählen. Bei vielen Frauen tritt das Sodbrennen erst im letzten Drittel der Schwangerschaft auf und verschwindet nach der Geburt wieder. Für das Sodbrennen während der Schwangerschaft sind zwei Faktoren verantwortlich. Während der Schwangerschaft erzeugt der Mutterkuchen das Hormon Progesteron. Es bewirkt eine Entspannung des Uterusmuskels. Gleichzeitig wird der Schließmuskel, der zwischen der Speiseröhre und dem Magen liegt, mitentspannt. Die Magensäure kann somit in die Speiseröhre aufsteigen.
Die Speiseröhre wird durch die Magensäure gereizt und es entsteht Sodbrennen. Außerdem wird durch das Hormon Progesteron die Verdauung der Frau verlangsamt, und das Kind ist am Ende der Schwangerschaft so weit herangewachsen, dass es den größten Teil des Bauchraums in Anspruch nimmt; dadurch wird der Magen nach oben gedrückt, gleichzeitig wird auch die Magensäure mit nach oben befördert. Das Aufsteigen der Magensäure wird durch diese Position des Magens begünstigt. Durch häufiges Hinlegen wird der Rückfluss der Magensäure ebenfalls erleichtert. Die typischen Symptome für Sodbrennen sind ein brennender Magen, eine brennende Speiseröhre und saures Aufstoßen. Bei anhaltendem Sodbrennen kann es dazu kommen, dass ein Übelkeitsgefühl auftritt. Laut Wissenschaftlern und Ärzten ist das Sodbrennen für Mutter und Kind nicht schädlich.
Frauen, die unter schwangerschaftsbedingtem Sodbrennen leiden, sollten die klassischen Auslöser meiden. Wissenschaftler haben festgestellt, dass in 60 Prozent der Fälle die Ernährung während der Schwangerschaft das Sodbrennen auslöst. Schwangere sollten fettiges und reichliches Essen meiden, auch zu scharfes Essen ist ein guter Nährboden für Sodbrennen. Außerdem sollte man Stress verhindern. Um Sodbrennen in der Schwangerschaft zu verhindern, sollte die Schwangere enge Kleidung vermeiden. Sollte das Sodbrennen für die Schwangere zu unangenehm werden, raten Ärzte dazu einen Termin beim Frauenarzt wahrzunehmen, um über eine eventuelle medikamentöse Behandlung zu sprechen. Man kann Sodbrennen aber auch mit Hausmitteln wie Milch, Wasser oder Bananen entgegenwirken.

## Ernährung
Eine ausgewogene Ernährung ist wichtig für die Entwicklung des ungeborenen Kindes. Da viele Frauen während der Schwangerschaft zu Obstipation neigen, ist noch mehr als sonst auf eine ballaststoffreiche Mischkost zu achten. Diese sollte außerdem hochwertige Proteine enthalten (etwa 15 %), ausreichend Kohlenhydrate (55 %, möglichst keine schnell resorbierbaren, wegen herabgesetzter Glukosetoleranz) und Fette mit überwiegend ungesättigten Fettsäuren (30 %). Der durchschnittliche Energiebedarf einer Schwangeren beträgt ungefähr 2000 bis 2200 kcal/d, nach dem vierten Monat liegt er bei 2200 bis 2500 kcal/d.
Übergewicht der Mutter führt häufig zu gesundheitlichen Problemen, Geburtsstörungen und Entwicklungsstörungen des Kindes (→ Perinatale Übergewichtsprävention). Die Ernährung spielt nicht nur während der Schwangerschaft, sondern bereits vor der Befruchtung eine wichtige Rolle. So haben schlanke Frauen, die vor und während der Schwangerschaft mindestens dreimal täglich Obst verzehren, weniger Probleme in der Schwangerschaft als andere.
Es wird empfohlen, während der Schwangerschaft auf rohe Lebensmittel vom Tier weitestgehend zu verzichten. Hierzu zählen unter anderem:
- Rohmilch und Rohmilchprodukte wie zum Beispiel Weichkäse aus Rohmilch,
- rohes Fleisch und Rohwurst wie zum Beispiel Salami oder Teewurst,
- roher Fisch und geräucherter Fisch sowie Fischerzeugnisse aus dem Kühlregal.

Diese Lebensmittel bergen Infektionsgefahren, vor allem durch Listerien und Toxoplasmose. Das Gleiche gilt für ungewaschenes Obst und Gemüse.
Vegetarierinnen und Veganerinnen sollten besonders auf eine ausreichende Vitamin-B12-Zufuhr achten und dies eventuell ärztlich kontrollieren lassen.
Darüber hinaus gibt es die folgenden speziellen Bedürfnisse während der Schwangerschaft:

### Folsäure
Folsäure (auch Vitamin B9 genannt) wird besonders zu Beginn der Schwangerschaft in ausreichender Menge benötigt, und damit in einem Zeitraum, in dem die Schwangere möglicherweise von ihrer Schwangerschaft noch gar nicht weiß oder nur einen Kinderwunsch hat.
Folsäure dient dazu, einem Neuralrohrdefekt vorzubeugen. Das Risiko einer schweren Missbildung kann minimiert werden durch Einnahme von Folsäure als Nahrungsergänzungsmittel. Folsäure ist enthalten in Vollkornprodukten, grünem Blattgemüse, Spinat, Brokkoli, Karotten, Spargel, Rosenkohl, Tomaten, Eigelb, Nüssen und Leber. Wobei auf Leber während der Schwangerschaft verzichtet werden soll, weil die hohe Konzentration von Vitamin A toxisch wirken könnte und die Möglichkeit einer Übertragung von in der Leber gespeicherten Schadstoffen besteht. In mehreren Ländern, darunter der Schweiz, Kanada und den USA, wird Folsäure künstlich Lebensmitteln zugesetzt.

### Calcium, Eisen und Vitamin D
Calcium und Eisen werden vom schnell wachsenden Fötus in einem besonders hohen Maße benötigt. Calcium ist in besonders hohen Konzentrationen in Hartkäse und anderen Milchprodukten enthalten; Eisen ist besonders reichhaltig in Fleisch, Hülsenfrüchten und Vollkornbrot enthalten. Leber enthält zwar viel Eisen, jedoch ist der Vitamin-A-Gehalt so hoch, dass er das Kind schädigen kann.
Bei drohendem Eisenmangel (Anämie) können auch Eisenpräparate eingenommen werden. Da Calcium nur bei Vorhandensein von Vitamin D aufgenommen wird, und dieses durch Sonnenlicht gebildet wird, sollte auf einen ausreichenden Aufenthalt im Freien geachtet werden. Auch fettes Fischfleisch (beispielsweise Lachs) ist eine Quelle von Vitamin D. Die Supplementation von Vitamin D in der Schwangerschaft kann unzureichend sein. Defizite fanden Lisa Bodnar und Kollegen in einer Studie bei 80 % der Afroamerikanerinnen und knapp der Hälfte der weißen US-amerikanischen Frauen, und dies obwohl neun von zehn der insgesamt 400 Schwangeren eine Vitamin-Supplementation betrieben.

### Omega-3-Fettsäuren
Omega-3-Fettsäuren können vom Körper nicht selbst gebildet werden. Aus der Omega-3-Fettsäure Eicosapentaensäure werden hormonähnliche Substanzen gebildet, die Einfluss auf die Dauer der Schwangerschaft haben, während eine andere Omega-3-Fettsäure, Docosahexaensäure, für Aufbau und Funktion von Hirn und Auge (z. B. Bildung von Neuronal-Membranen) wichtig ist. Besonders Seefische wie Lachs, Sardelle, Sardine, Makrele oder Thunfisch liefern die beiden langkettigen Omega-3-Fettsäuren Eicosapentaen- und Docosahexaensäure. Langlebige Raubfische wie Thun- oder Schwertfisch weisen jedoch häufig einen relativ hohen Quecksilberanteil auf, so dass sie für Schwangere wenig geeignet sind.
Roher Fisch sollte vermieden werden. In Lein-, Hanf-, Walnuss- und Rapsöl ist die pflanzliche Omega-3-Fettsäure alpha-Linolensäure enthalten, die bei unseren Ernährungsgewohnheiten nur unzureichend zu Eicosapentaen- und zu Docosahexaensäure verwandelt wird.
In der Plazenta sitzt ein Protein, das die Versorgung des heranwachsenden Kindes vor allem mit Docosahexaensäure sicherstellt – auf Kosten der Mutter. Ist die Versorgung der Mutter mit Omega-3-Fettsäuren besonders gut, dann treten weniger Frühgeburtsbestrebungen auf, die Schwangerschaft wird etwas länger (plus 1,6 bis 2,6 Tage), und es treten weniger Wochenbettdepressionen auf.
Die Autoren empfehlen, während der Schwangerschaft mindestens 200 mg DHA/Tag einzunehmen, wobei darauf hingewiesen wurde, dass bis 2,7 g/Tag Omega-3-Fettsäuren in wissenschaftlichen Studien ohne bedeutende Nebenwirkungen vertragen wurden. Früh in der Schwangerschaft sollten Mängel in der Ernährung erkannt werden. Hierzu eignet sich der Omega-3-Index (Gehalt an Omega-3-Fettsäuren im Langzeitspeicher, den roten Blutkörperchen).

### Jod
Jodmangel in der Schwangerschaft kann Ursache für eine Kropfbildung beim Ungeborenen sein, aber auch Auslöser für mangelhaftes Wachstum, eine Störung der Gehirnentwicklung oder Fehl- und Totgeburten sein. Die Deutsche Gesellschaft für Ernährung empfiehlt regelmäßig Milch und Milchprodukte zu essen sowie ausschließlich jodiertes Speisesalz zu verwenden. Häufig ist eine zusätzliche Einnahme von Jodidtabletten notwendig.

### Sonstiges
Nüsse gelten als wichtiger Bestandteil einer ausgewogenen Ernährung (→ Wirkung von Nüssen auf die Gesundheit). Früher wurde empfohlen, während der Schwangerschaft keine Erdnüsse und andere Nüsse zu essen. Das könne beim Kind in der Zukunft zu einer Unverträglichkeit oder Allergie führen.
Eine 2014 erschienene Studie hat gezeigt, dass gerade die frühzeitige Konfrontation mit Allergenen spätere Allergien verhindern kann. Demnach ist ein Verzehr von Nüssen in Maßen zu empfehlen.
Durch das Essen von 76 g Datteln täglich ab vier Wochen vor dem Entbindungstermin lässt sich die Geburt deutlich beschleunigen (von durchschnittlich 10 Stunden auf 6 Stunden), wie eine randomisierte Studie aus dem Iran 2017 fand. Damit wurde das Ergebnis einer jordanischen Forschergruppe aus dem Jahr 2011 bestätigt (kontrolliert-randomisierte Studie).

## Vorbereitung auf die Geburt
Positive Verhaltensweisen der Mutter auf das ungeborene Kind
Sport in der Schwangerschaft
Linda May hat die Auswirkungen von Sport in der Schwangerschaft auf die Gesundheit des kindlichen Herzens untersucht. Bei Frauen, die in der Schwangerschaft mindestens dreimal pro Woche Sport getrieben haben, war die Herzrate des Fötus langsamer und variabler. Dies gilt als ein Zeichen für ein gesundes Herz. Die Ungeborenen zeigen einen Trainingseffekt, obwohl in erster Linie die Mütter sich anstrengen. Die Untersuchung der Babys nach der Geburt zeigte, dass sich die Neugeborenen umso trainierter erwiesen, je mehr sich die Mütter während der Schwangerschaft bewegt hatten. May führt als mögliche Erklärung an, dass während des Sports Hormone ausgeschüttet werden und durch die Plazenta ins Babyblut gelangen. Dort sollen die Hormone das Herz des Ungeborenen stimulieren.
Überlastung sollte jedoch vermieden werden, da eine höhere Verletzungsgefahr durch gelockerte Bänder, Sehnen und Gelenke besteht. Auch eine Überhitzung durch Anstrengung vor allem zu Schwangerschaftsbeginn ist nicht gut für die Embryonalentwicklung.
Klassische Musik hören
Die Auswirkungen von klassischer Musik in der Schwangerschaft haben Völckers und Weisner untersucht. Unter Musikeinfluss scheint sich das Kind im Bauch weniger zu bewegen, die Herzfrequenz scheint zu sinken.

### Geburtsvorbereitungskurse
Zur Vorbereitung auf die Geburt können Schwangere zusammen mit dem Partner einen Geburtsvorbereitungskurs besuchen, der als regelmäßiger wöchentlicher Termin oder als Wochenendkurs von Hebammenpraxen, Geburts- und Krankenhäusern angeboten wird. Inhalte dieser Kurse sind unter anderem Aufstellen eines Geburtsplans (Wahl des Geburtsorts, Geburtspositionen), natürliche Schmerzverarbeitung, künstliche Schmerzmittel und Anästhesietechniken, Beckenbodentraining, Entspannungsübungen, psychologische und soziale Aspekte der Familiengründung, Stillen und Säuglingspflege. Eine Unterstützung zur Geburtsvorbereitung ist die Haptonomie.

### Geburtsort
Bis 1950 war es in Deutschland selbstverständlich, zu Hause zu gebären. Seitdem sind die Hausgeburten stetig rückläufig und heute werden 97 % der Kinder in Krankenhäusern geboren, insbesondere bei Risikoschwangerschaften. Daneben gibt es die Alternativen einer Geburt im Geburtshaus. In Entwicklungsländern wird aufgrund der allgemein schlechten medizinischen Versorgung nur eine von zwei Geburten von einem Arzt oder einer Hebamme betreut (siehe Müttersterblichkeit).

### Vorgeburtliche Kontaktaufnahme
Ungefähr ab der 18. Schwangerschaftswoche können Bewegungen des Fötus für die Schwangere spürbar sein. Frühestens ab der 23. Woche lässt sich der Herzschlag mit einem Stethoskop hören. Andere Personen können ab dem sechsten Monat Bewegungen des Ungeborenen durch die Bauchdecke spüren. Durch moderne medizinische Methoden (beispielsweise Sonografie) lässt sich nachweisen, dass der Fötus bereits im Mutterleib weit entwickelte Sinne besitzt und seine Außenwelt wahrnehmen kann (Stimme der Mutter, Musik, Bewegung).

## Gesellschaftliche Aspekte

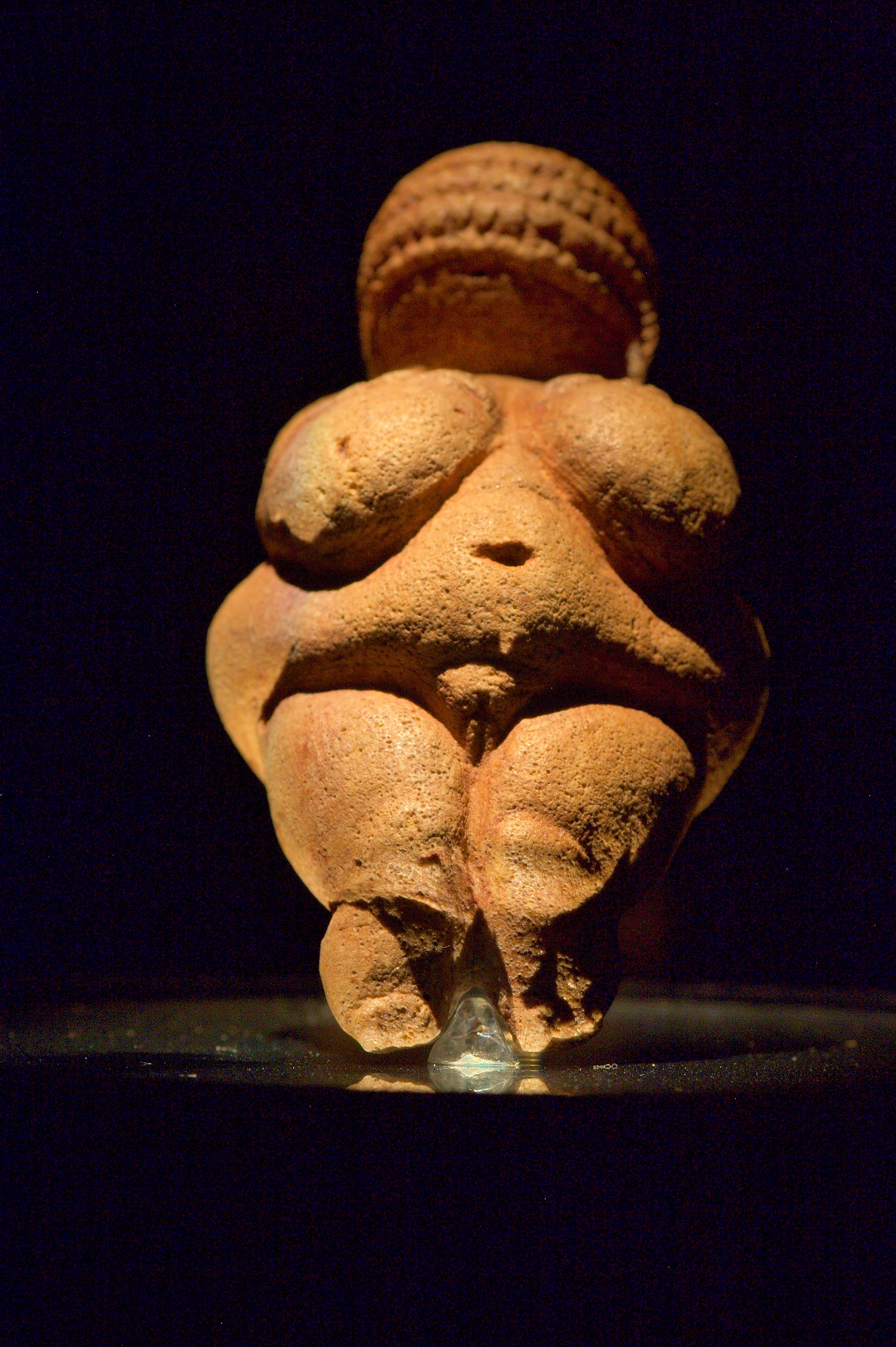
Venus von Willendorf

### Allgemeines

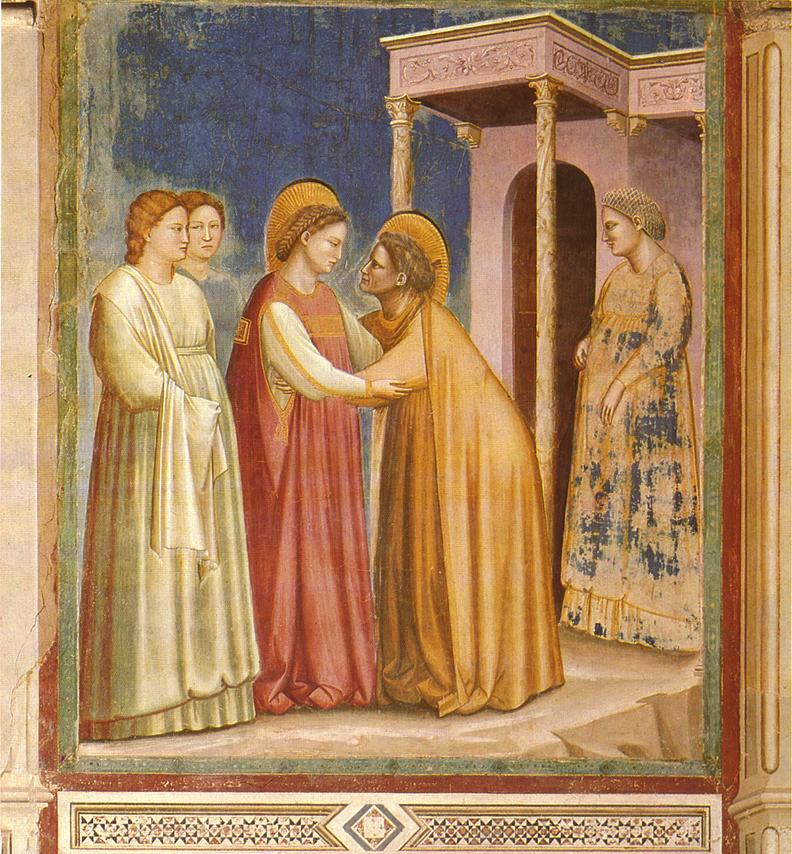
Giotto di Bondone
Mariä Heimsuchung, um 1305

In den meisten Kulturkreisen besitzt die schwangere Frau einen besonderen gesellschaftlichen Status, und es wird ihr eine besondere (schonende) Behandlung zuteil. Gleichzeitig werden Erwartungen an sie gerichtet, die großen psychischen Druck auf sie ausüben können, beispielsweise Söhne als Stammhalter zu gebären (Indien, China, Naher Osten). In vielen traditionellen Gesellschaften muss einer Schwangerschaft eine Ehe vorausgehen, anderenfalls hat dies die soziale Ächtung der werdenden Mutter und des unehelichen Kindes zur Folge.
Dem Bild einer Schwangeren wird oft als Fruchtbarkeitssymbol mystische Bedeutung zugemessen. Ein Hinweis auf einen Fruchtbarkeitskult in Mitteleuropa in prähistorischer Zeit ist die Venus von Willendorf, 25.000 v. Chr. mit ihren überzeichneten weiblichen Geschlechtsmerkmalen (große Brüste, üppiger Bauch, prominenter Venushügel).
Insgesamt begleiten zahlreiche, (zumeist von der Volkskunde und Ethnologie untersuchte) Bräuche die Schwangerschaft, etwa mit volksmedizinischem oder religiösem Hintergrund.
Ein moderner Brauch ist die Babyparty. Der finnische Gesundheitsdienst schenkt werdenden Eltern, die an den vorgesehenen Vorsorgeuntersuchungen teilgenommen haben, nach der 22. Schwangerschaftswoche ein Mutterschaftspaket mit einer Babyausstattung für das erste Lebensjahr.
Auch in der Familiensoziologie ist die Schwangerschaft ein bedeutsames Thema, denn das kommende Kind wird in mannigfachen sozialen Rollen (z. B. als künftiger Erbe oder Sozialhilfeempfänger) schon vorab sozial platziert werden müssen (dies beschleunigt z. B. Hochzeiten), und das Verhältnis der Eltern zueinander und in ihrem sozialen Umfeld (etwa in der Ehe) wird gleichfalls vorab geändert (auffällig in Erbmonarchien).

### Künstlerische Behandlung
In den Bildenden Künsten besteht infolge der Bedeutung der Muttergottes im Christentum eine lange Tradition von Darstellungen der Schwangeren. Moderne Künstlerinnen wie Vanessa Beecroft, Louise Bourgeois, Annegret Soltau oder Ron Mueck haben sich bemüht, die Schönheit der schwangeren Frau im Spannungsfeld von Biologie und Selbstbestimmung darzustellen. In der Kunstphilosophie ist dafür der schillernde Begriff „Wunderbauch“ geprägt worden.
In der Literatur ist auf zahlreiche Behandlungen hinzuweisen, vor allem auch im Zusammenhang einer unehelichen Schwangerschaft – ein klassisches Beispiel ist die „Gretchentragödie“ in Goethes Faust.

### Demografie
Das Durchschnittsalter der Erstgebärenden ist in vielen europäischen Ländern angestiegen. In Westdeutschland lag es 1975 bei 24,8 Jahren, in Ostdeutschland bei 21,8 Jahren. Im Jahr 2000 betrug das durchschnittliche Alter westdeutscher Erstgebärender 29 Jahre, in Ostdeutschland 28,4 Jahre.
In den meisten westlichen Industrieländern gibt es ein Geburtendefizit (siehe auch Demografie, Demografie Deutschlands).

### Gewollte, ungewollte und erzwungene Schwangerschaften

#### Reproduktionsmedizin
Die Reproduktionsmedizin bietet heute ungewollt kinderlosen Paaren eine Reihe von möglichen Maßnahmen: Fertilitätsbehandlung, künstliche Befruchtung (Retortenbaby), Leihmutterschaft.

#### Erzwungene Schwangerschaften
Unter einer erzwungenen Schwangerschaft versteht man eine solche Schwangerschaft, die der Mutter aufgezwungen wurde, etwa im Rahmen von Sklaverei, einer Zwangsheirat oder eines Genozids. Erzwungene Schwangerschaften können im Völkerstrafrecht als Kriegsverbrechen, Verbrechen gegen die Menschlichkeit oder Völkermord strafbar sein.

#### Ungewollte Schwangerschaften
In den Jahren von 2015 bis 2019 wurden jedes Jahr durchschnittlich ca. 6 von 100 Frauen weltweit ungeplant schwanger (d. h. insgesamt 121 Millionen Schwangerschaften jährlich). Vor 30 Jahren (1990 bis 1994) hatten noch ca. 8 von 100 Frauen (im Alter von 15 bis 49 Jahren) eine ungewollte Schwangerschaft. Weltweit werden 61 Prozent der nicht geplanten Schwangerschaften abgebrochen.
Laut einer Studie aus dem Jahr 2003 sind 92 % aller Schwangerschaften bei Teenagern ungeplant. Geringe Bildung und mangelnde sexuelle Aufklärung gehören zu den Ursachen für ungewollte Schwangerschaften bei jungen Mädchen, wobei sich die Zahlen der Schwangerschaftsabbrüche aber auch der minderjährigen Mütter erhöhen.

#### Schwangerschaftsabbruch aus sozialen Gründen
Ein Versagen der Verhütung, ungenügende Empfängnisverhütung, schlechte Familienplanung oder auch Straftaten (Vergewaltigung) können zu ungewollten Schwangerschaften führen. Derzeit stellen die sozialen Gründe in Deutschland die Hauptmotive für Abtreibungen.
Von den 110.694 Schwangerschaftsabbrüchen im Jahr 2009 waren nur 2,9 % medizinisch oder kriminologisch (bei Vorliegen dringender Gründe für die Annahme, dass die Schwangerschaft auf einem Sexualdelikt beruht) indiziert.
Vor einigen Jahrzehnten noch kriminalisiert, ist in den meisten westeuropäischen Staaten ein Schwangerschaftsabbruch in den ersten drei Monaten der Schwangerschaft inzwischen straffrei. Sehr streng ist die Handhabung in Malta und Polen. In Deutschland kann ein Schwangerschaftsabbruch innerhalb der vollendeten ersten 14 Wochen, gerechnet ab der letzten Monatsblutung (12 Wochen ab Befruchtung) stattfinden, sofern ihm eine Schwangerschaftskonfliktberatung vorausgegangen ist.
Bei bestehender medizinischer Notwendigkeit (ernsthafte Gefahr für die Gesundheit der Mutter) ist ein Schwangerschaftsabbruch theoretisch bis zur Geburt möglich (s. o.).

### Gesetzliche Schutzmaßnahmen der Schwangerschaft
An eine Schwangerschaft sind in den meisten europäischen Ländern verschiedene gesetzliche Regelungen zum Schutz von Mutter und Kind gekoppelt, z. B. Kündigungsschutz. Bestimmte Tätigkeiten wie das Heben schwerer Lasten oder Nachtarbeit dürfen nicht mehr ausgeführt werden. In Deutschland beginnt der Mutterschutz sechs Wochen vor dem mutmaßlichen Entbindungstermin und erstreckt sich bis acht Wochen nach der Geburt, bei Frühgeburten und Mehrlingsgeburten bis zwölf Wochen danach.
| Zeitraum/ -punkt                                  | Vor der Schwanger- schaft         | Beginn der Schwanger- schaft                                                                                               | Mitteilung an den Arbeit- geber                                                                                            | restliche Zeit der Schwanger- schaft                                                                                       | restliche Zeit der Schwanger- schaft                                                                                       | restliche Zeit der Schwanger- schaft                                                                                       | restliche Zeit der Schwanger- schaft                                                                                       | restliche Zeit der Schwanger- schaft                                                                                       | 6 Wochen vor dem errechneten Geburtstermin                                                                                 | 6 Wochen vor dem errechneten Geburtstermin                                                                                 | Tag der Geburt | 8 Wochen nach der Geburt                                                                                                   | 8 Wochen nach der Geburt                                                                                                   | bis 4 Monate nach der Geburt                                                                                               | bis 4 Monate nach der Geburt                                                                                               | bis 4 Monate nach der Geburt                                                                                               | bis 4 Monate nach der Geburt                                                                                               | bis 12 Monate nach der Geburt                     | bis 12 Monate nach der Geburt                     | bis 12 Monate nach der Geburt                     | bis 12 Monate nach der Geburt                     | bis 12 Monate nach der Geburt                     | bis 12 Monate nach der Geburt                     | max. bis zur Vollendung des 3. Lebensjahrs (teilw. bis zur Vollendung des 8. Lebensjahrs) | max. bis zur Vollendung des 3. Lebensjahrs (teilw. bis zur Vollendung des 8. Lebensjahrs) | max. bis zur Vollendung des 3. Lebensjahrs (teilw. bis zur Vollendung des 8. Lebensjahrs) | max. bis zur Vollendung des 3. Lebensjahrs (teilw. bis zur Vollendung des 8. Lebensjahrs) | max. bis zur Vollendung des 3. Lebensjahrs (teilw. bis zur Vollendung des 8. Lebensjahrs) | max. bis zur Vollendung des 3. Lebensjahrs (teilw. bis zur Vollendung des 8. Lebensjahrs) | max. bis zur Vollendung des 3. Lebensjahrs (teilw. bis zur Vollendung des 8. Lebensjahrs) | max. bis zur Vollendung des 3. Lebensjahrs (teilw. bis zur Vollendung des 8. Lebensjahrs) | max. bis zur Vollendung des 3. Lebensjahrs (teilw. bis zur Vollendung des 8. Lebensjahrs) | max. bis zur Vollendung des 3. Lebensjahrs (teilw. bis zur Vollendung des 8. Lebensjahrs) | max. bis zur Vollendung des 3. Lebensjahrs (teilw. bis zur Vollendung des 8. Lebensjahrs) | max. bis zur Vollendung des 3. Lebensjahrs (teilw. bis zur Vollendung des 8. Lebensjahrs) | max. bis zur Vollendung des 3. Lebensjahrs (teilw. bis zur Vollendung des 8. Lebensjahrs) | max. bis zur Vollendung des 3. Lebensjahrs (teilw. bis zur Vollendung des 8. Lebensjahrs) | max. bis zur Vollendung des 3. Lebensjahrs (teilw. bis zur Vollendung des 8. Lebensjahrs) | max. bis zur Vollendung des 3. Lebensjahrs (teilw. bis zur Vollendung des 8. Lebensjahrs) | max. bis zur Vollendung des 3. Lebensjahrs (teilw. bis zur Vollendung des 8. Lebensjahrs) | max. bis zur Vollendung des 3. Lebensjahrs (teilw. bis zur Vollendung des 8. Lebensjahrs) | max. bis zur Vollendung des 3. Lebensjahrs (teilw. bis zur Vollendung des 8. Lebensjahrs) | max. bis zur Vollendung des 3. Lebensjahrs (teilw. bis zur Vollendung des 8. Lebensjahrs) | max. bis zur Vollendung des 3. Lebensjahrs (teilw. bis zur Vollendung des 8. Lebensjahrs) | max. bis zur Vollendung des 3. Lebensjahrs (teilw. bis zur Vollendung des 8. Lebensjahrs) | max. bis zur Vollendung des 3. Lebensjahrs (teilw. bis zur Vollendung des 8. Lebensjahrs) | max. bis zur Vollendung des 3. Lebensjahrs (teilw. bis zur Vollendung des 8. Lebensjahrs) | Wieder- einstieg in die Arbeit    | Kinder- erziehung                 | Nach der Kinder- erziehung        |
| Arbeitsentgelt und andere finanzielle Leistungen: | Nettogehalt x € / Monat § 611 BGB | Nettogehalt x € / Monat § 611 BGB                                                                                          | Nettogehalt x € / Monat § 611 BGB                                                                                          | Nettogehalt x € / Monat § 611 BGB                                                                                          | Nettogehalt x € / Monat § 611 BGB                                                                                          | Nettogehalt x € / Monat § 611 BGB                                                                                          | Nettogehalt x € / Monat § 611 BGB                                                                                          | Nettogehalt x € / Monat § 611 BGB                                                                                          | Mutterschaftsgeld: 13 € / Tag §§ 19-20 MuSchG                                                                              | Mutterschaftsgeld: 13 € / Tag §§ 19-20 MuSchG                                                                              | Mutterschaftsgeld: 13 € / Tag §§ 19-20 MuSchG                                                                              | Mutterschaftsgeld: 13 € / Tag §§ 19-20 MuSchG                                                                              | Mutterschaftsgeld: 13 € / Tag §§ 19-20 MuSchG                                                                              | | | | |                                                   |                                                   |                                                   |                                                   |                                                   |                                                   |                                                                                           |                                                                                           |                                                                                           |                                                                                           |                                                                                           |                                                                                           |                                                                                           |                                                                                           |                                                                                           |                                                                                           |                                                                                           |                                                                                           |                                                                                           |                                                                                           |                                                                                           |                                                                                           |                                                                                           |                                                                                           |                                                                                           |                                                                                           |                                                                                           |                                                                                           |                                                                                           |                                                                                           | Nettogehalt x € / Monat § 611 BGB | Nettogehalt x € / Monat § 611 BGB | Nettogehalt x € / Monat § 611 BGB |
| Arbeitsentgelt und andere finanzielle Leistungen: |                                   | Anspruch auf Entgeltfortzahlung, § 18 MuSchG                                                                               | Anspruch auf Entgeltfortzahlung, § 18 MuSchG                                                                               | Anspruch auf Entgeltfortzahlung, § 18 MuSchG                                                                               | Anspruch auf Entgeltfortzahlung, § 18 MuSchG                                                                               | Anspruch auf Entgeltfortzahlung, § 18 MuSchG                                                                               | Anspruch auf Entgeltfortzahlung, § 18 MuSchG                                                                               | Anspruch auf Entgeltfortzahlung, § 18 MuSchG                                                                               | Nettogehalt x € / Monat abzgl. Mutterschaftsgeld §§ 19-20 MuSchG                                                           | Nettogehalt x € / Monat abzgl. Mutterschaftsgeld §§ 19-20 MuSchG                                                           | Nettogehalt x € / Monat abzgl. Mutterschaftsgeld §§ 19-20 MuSchG                                                           | Nettogehalt x € / Monat abzgl. Mutterschaftsgeld §§ 19-20 MuSchG                                                           | Nettogehalt x € / Monat abzgl. Mutterschaftsgeld §§ 19-20 MuSchG                                                           | Elterngeld minimal 300 €, max. 1800 € §§ 1–6 BEEG                                                                          | Elterngeld minimal 300 €, max. 1800 € §§ 1–6 BEEG                                                                          | Elterngeld minimal 300 €, max. 1800 € §§ 1–6 BEEG                                                                          | Elterngeld minimal 300 €, max. 1800 € §§ 1–6 BEEG                                                                          | Elterngeld minimal 300 €, max. 1800 € §§ 1–6 BEEG | Elterngeld minimal 300 €, max. 1800 € §§ 1–6 BEEG | Elterngeld minimal 300 €, max. 1800 € §§ 1–6 BEEG | Elterngeld minimal 300 €, max. 1800 € §§ 1–6 BEEG | Elterngeld minimal 300 €, max. 1800 € §§ 1–6 BEEG | Elterngeld minimal 300 €, max. 1800 € §§ 1–6 BEEG |                                                                                           |                                                                                           |                                                                                           |                                                                                           |                                                                                           |                                                                                           |                                                                                           |                                                                                           |                                                                                           |                                                                                           |                                                                                           |                                                                                           |                                                                                           |                                                                                           |                                                                                           |                                                                                           |                                                                                           |                                                                                           |                                                                                           |                                                                                           |                                                                                           |                                                                                           |                                                                                           |                                                                                           |                                   |                                   |                                   |
| Arbeitsentgelt und andere finanzielle Leistungen: |                                   | | | | | | | | | Kindergeld 250 € / Monat, bzw. Kinderfreibetrag, §§ 31–32, 62–78 EStG                                                      | | | | | | | |                                                   |                                                   |                                                   |                                                   |                                                   |                                                   |                                                                                           |                                                                                           |                                                                                           |                                                                                           |                                                                                           |                                                                                           |                                                                                           |                                                                                           |                                                                                           |                                                                                           |                                                                                           |                                                                                           |                                                                                           |                                                                                           |                                                                                           |                                                                                           |                                                                                           |                                                                                           |                                                                                           |                                                                                           |                                                                                           |                                                                                           |                                                                                           |                                                                                           |                                   |                                   |                                   |
| Recht auf unbezahlte Freistellung:                |                                   | | | | | | | | | | Elternzeit, §§ 15–16 BEEG                                                                                                  | Elternzeit, §§ 15–16 BEEG                                                                                                  | Elternzeit, §§ 15–16 BEEG                                                                                                  | Elternzeit, §§ 15–16 BEEG                                                                                                  | Elternzeit, §§ 15–16 BEEG                                                                                                  | Elternzeit, §§ 15–16 BEEG                                                                                                  | Elternzeit, §§ 15–16 BEEG                                                                                                  | Elternzeit, §§ 15–16 BEEG                         | Elternzeit, §§ 15–16 BEEG                         | Elternzeit, §§ 15–16 BEEG                         | Elternzeit, §§ 15–16 BEEG                         | Elternzeit, §§ 15–16 BEEG                         | Elternzeit, §§ 15–16 BEEG                         | Elternzeit, §§ 15–16 BEEG                                                                 | Elternzeit, §§ 15–16 BEEG                                                                 | Elternzeit, §§ 15–16 BEEG                                                                 | Elternzeit, §§ 15–16 BEEG                                                                 | Elternzeit, §§ 15–16 BEEG                                                                 | Elternzeit, §§ 15–16 BEEG                                                                 | Elternzeit, §§ 15–16 BEEG                                                                 | Elternzeit, §§ 15–16 BEEG                                                                 | Elternzeit, §§ 15–16 BEEG                                                                 | Elternzeit, §§ 15–16 BEEG                                                                 | Elternzeit, §§ 15–16 BEEG                                                                 | Elternzeit, §§ 15–16 BEEG                                                                 | Elternzeit, §§ 15–16 BEEG                                                                 | Elternzeit, §§ 15–16 BEEG                                                                 | Elternzeit, §§ 15–16 BEEG                                                                 | Elternzeit, §§ 15–16 BEEG                                                                 | Elternzeit, §§ 15–16 BEEG                                                                 | Elternzeit, §§ 15–16 BEEG                                                                 | Elternzeit, §§ 15–16 BEEG                                                                 | Elternzeit, §§ 15–16 BEEG                                                                 | Elternzeit, §§ 15–16 BEEG                                                                 | Elternzeit, §§ 15–16 BEEG                                                                 | Elternzeit, §§ 15–16 BEEG                                                                 | Elternzeit, §§ 15–16 BEEG                                                                 |                                   |                                   |                                   |
| Recht auf Teilzeitarbeit:                         | § 8 TzBfG                         | § 8 TzBfG | § 8 TzBfG | § 8 TzBfG | § 8 TzBfG | § 8 TzBfG | § 8 TzBfG | § 8 TzBfG | § 8 TzBfG | § 8 TzBfG | | | | §§ 15–16 BEEG | §§ 15–16 BEEG | §§ 15–16 BEEG | §§ 15–16 BEEG | §§ 15–16 BEEG                                     | §§ 15–16 BEEG                                     | §§ 15–16 BEEG                                     | §§ 15–16 BEEG                                     | §§ 15–16 BEEG                                     | §§ 15–16 BEEG                                     | §§ 15–16 BEEG                                                                             | §§ 15–16 BEEG                                                                             | §§ 15–16 BEEG                                                                             | §§ 15–16 BEEG                                                                             | §§ 15–16 BEEG                                                                             | §§ 15–16 BEEG                                                                             | §§ 15–16 BEEG                                                                             | §§ 15–16 BEEG                                                                             | §§ 15–16 BEEG                                                                             | §§ 15–16 BEEG                                                                             | §§ 15–16 BEEG                                                                             | §§ 15–16 BEEG                                                                             | §§ 15–16 BEEG                                                                             | §§ 15–16 BEEG                                                                             | §§ 15–16 BEEG                                                                             | §§ 15–16 BEEG                                                                             | §§ 15–16 BEEG                                                                             | §§ 15–16 BEEG                                                                             | §§ 15–16 BEEG                                                                             | §§ 15–16 BEEG                                                                             | §§ 15–16 BEEG                                                                             | §§ 15–16 BEEG                                                                             | §§ 15–16 BEEG                                                                             | §§ 15–16 BEEG                                                                             | § 8 TzBfG                         | § 8 TzBfG                         | § 8 TzBfG                         |
| Besonderer Arbeitsschutz:                         |                                   | Mutterschutz, MuSchArbV (EG-Mutterschutz-Richtlinie)                                                                       | Mutterschutz, MuSchArbV (EG-Mutterschutz-Richtlinie)                                                                       | Mutterschutz, MuSchArbV (EG-Mutterschutz-Richtlinie)                                                                       | Mutterschutz, MuSchArbV (EG-Mutterschutz-Richtlinie)                                                                       | Mutterschutz, MuSchArbV (EG-Mutterschutz-Richtlinie)                                                                       | Mutterschutz, MuSchArbV (EG-Mutterschutz-Richtlinie)                                                                       | Mutterschutz, MuSchArbV (EG-Mutterschutz-Richtlinie)                                                                       | Mutterschutz, MuSchArbV (EG-Mutterschutz-Richtlinie)                                                                       | Mutterschutz, MuSchArbV (EG-Mutterschutz-Richtlinie)                                                                       | Mutterschutz, MuSchArbV (EG-Mutterschutz-Richtlinie)                                                                       | Mutterschutz, MuSchArbV (EG-Mutterschutz-Richtlinie)                                                                       | Mutterschutz, MuSchArbV (EG-Mutterschutz-Richtlinie)                                                                       | Mutterschutz, MuSchArbV (EG-Mutterschutz-Richtlinie)                                                                       | Mutterschutz, MuSchArbV (EG-Mutterschutz-Richtlinie)                                                                       | Mutterschutz, MuSchArbV (EG-Mutterschutz-Richtlinie)                                                                       | Mutterschutz, MuSchArbV (EG-Mutterschutz-Richtlinie)                                                                       |                                                   |                                                   |                                                   |                                                   |                                                   |                                                   |                                                                                           |                                                                                           |                                                                                           |                                                                                           |                                                                                           |                                                                                           |                                                                                           |                                                                                           |                                                                                           |                                                                                           |                                                                                           |                                                                                           |                                                                                           |                                                                                           |                                                                                           |                                                                                           |                                                                                           |                                                                                           |                                                                                           |                                                                                           |                                                                                           |                                                                                           |                                                                                           |                                                                                           |                                   |                                   |                                   |
| Beschäftigungsverbot:                             |                                   | | ggf. Beschäftigungsverbot gemäß §§ 3 bis 6 MuSchG                                                                          | ggf. Beschäftigungsverbot gemäß §§ 3 bis 6 MuSchG                                                                          | ggf. Beschäftigungsverbot gemäß §§ 3 bis 6 MuSchG                                                                          | ggf. Beschäftigungsverbot gemäß §§ 3 bis 6 MuSchG                                                                          | ggf. Beschäftigungsverbot gemäß §§ 3 bis 6 MuSchG                                                                          | ggf. Beschäftigungsverbot gemäß §§ 3 bis 6 MuSchG                                                                          | Mutterschutz, §§ 3 bis 6 MuSchG                                                                                            | Mutterschutz, §§ 3 bis 6 MuSchG                                                                                            | Mutterschutz, §§ 3 bis 6 MuSchG                                                                                            | Mutterschutz, §§ 3 bis 6 MuSchG                                                                                            | Mutterschutz, §§ 3 bis 6 MuSchG                                                                                            | | | | |                                                   |                                                   |                                                   |                                                   |                                                   |                                                   |                                                                                           |                                                                                           |                                                                                           |                                                                                           |                                                                                           |                                                                                           |                                                                                           |                                                                                           |                                                                                           |                                                                                           |                                                                                           |                                                                                           |                                                                                           |                                                                                           |                                                                                           |                                                                                           |                                                                                           |                                                                                           |                                                                                           |                                                                                           |                                                                                           |                                                                                           |                                                                                           |                                                                                           |                                   |                                   |                                   |
| Beschäftigungsverbot:                             | optional                          | gesetzlich vorgeschrieben (12 statt 8 Wochen bei Früh- und Mehrlingsgeburten oder ärztlich festgestellter Behinderung)     | gesetzlich vorgeschrieben (12 statt 8 Wochen bei Früh- und Mehrlingsgeburten oder ärztlich festgestellter Behinderung)     | gesetzlich vorgeschrieben (12 statt 8 Wochen bei Früh- und Mehrlingsgeburten oder ärztlich festgestellter Behinderung)     | gesetzlich vorgeschrieben (12 statt 8 Wochen bei Früh- und Mehrlingsgeburten oder ärztlich festgestellter Behinderung)     | ggf. Beschäftigungsverbot gemäß §§ 3 bis 6 MuSchG                                                                          | ggf. Beschäftigungsverbot gemäß §§ 3 bis 6 MuSchG                                                                          | ggf. Beschäftigungsverbot gemäß §§ 3 bis 6 MuSchG                                                                          | | | | | | | | | |                                                   |                                                   |                                                   |                                                   |                                                   |                                                   |                                                                                           |                                                                                           |                                                                                           |                                                                                           |                                                                                           |                                                                                           |                                                                                           |                                                                                           |                                                                                           |                                                                                           |                                                                                           |                                                                                           |                                                                                           |                                                                                           |                                                                                           |                                                                                           |                                                                                           |                                                                                           |                                                                                           |                                                                                           |                                                                                           |                                                                                           |                                                                                           |                                                                                           |                                   |                                   |                                   |
| Kündigungsschutz:                                 |                                   | § 17 MuSchG (der Kündigungsschutz besteht auch nach einer Fehlgeburt nach der 12. Schwangerschaftswoche für 4 Monate fort) | § 17 MuSchG (der Kündigungsschutz besteht auch nach einer Fehlgeburt nach der 12. Schwangerschaftswoche für 4 Monate fort) | § 17 MuSchG (der Kündigungsschutz besteht auch nach einer Fehlgeburt nach der 12. Schwangerschaftswoche für 4 Monate fort) | § 17 MuSchG (der Kündigungsschutz besteht auch nach einer Fehlgeburt nach der 12. Schwangerschaftswoche für 4 Monate fort) | § 17 MuSchG (der Kündigungsschutz besteht auch nach einer Fehlgeburt nach der 12. Schwangerschaftswoche für 4 Monate fort) | § 17 MuSchG (der Kündigungsschutz besteht auch nach einer Fehlgeburt nach der 12. Schwangerschaftswoche für 4 Monate fort) | § 17 MuSchG (der Kündigungsschutz besteht auch nach einer Fehlgeburt nach der 12. Schwangerschaftswoche für 4 Monate fort) | § 17 MuSchG (der Kündigungsschutz besteht auch nach einer Fehlgeburt nach der 12. Schwangerschaftswoche für 4 Monate fort) | § 17 MuSchG (der Kündigungsschutz besteht auch nach einer Fehlgeburt nach der 12. Schwangerschaftswoche für 4 Monate fort) | § 17 MuSchG (der Kündigungsschutz besteht auch nach einer Fehlgeburt nach der 12. Schwangerschaftswoche für 4 Monate fort) | § 17 MuSchG (der Kündigungsschutz besteht auch nach einer Fehlgeburt nach der 12. Schwangerschaftswoche für 4 Monate fort) | § 17 MuSchG (der Kündigungsschutz besteht auch nach einer Fehlgeburt nach der 12. Schwangerschaftswoche für 4 Monate fort) | § 17 MuSchG (der Kündigungsschutz besteht auch nach einer Fehlgeburt nach der 12. Schwangerschaftswoche für 4 Monate fort) | § 17 MuSchG (der Kündigungsschutz besteht auch nach einer Fehlgeburt nach der 12. Schwangerschaftswoche für 4 Monate fort) | § 17 MuSchG (der Kündigungsschutz besteht auch nach einer Fehlgeburt nach der 12. Schwangerschaftswoche für 4 Monate fort) | § 17 MuSchG (der Kündigungsschutz besteht auch nach einer Fehlgeburt nach der 12. Schwangerschaftswoche für 4 Monate fort) |                                                   |                                                   |                                                   |                                                   |                                                   |                                                   |                                                                                           |                                                                                           |                                                                                           |                                                                                           |                                                                                           |                                                                                           |                                                                                           |                                                                                           |                                                                                           |                                                                                           |                                                                                           |                                                                                           |                                                                                           |                                                                                           |                                                                                           |                                                                                           |                                                                                           |                                                                                           |                                                                                           |                                                                                           |                                                                                           |                                                                                           |                                                                                           |                                                                                           |                                   |                                   |                                   |
| Kündigungsschutz:                                 |                                   | | | | | | | | | | | | §§ 18–19 BEEG | | | | |                                                   |                                                   |                                                   |                                                   |                                                   |                                                   |                                                                                           |                                                                                           |                                                                                           |                                                                                           |                                                                                           |                                                                                           |                                                                                           |                                                                                           |                                                                                           |                                                                                           |                                                                                           |                                                                                           |                                                                                           |                                                                                           |                                                                                           |                                                                                           |                                                                                           |                                                                                           |                                                                                           |                                                                                           |                                                                                           |                                                                                           |                                                                                           |                                                                                           |                                   |                                   |                                   |

## Sonstiges
Die jüngste Person, die ein gesundes Kind zur Welt brachte, war die Peruanerin Lina Medina (siehe auch: Mutterschaft Minderjähriger). Der Beginn der Schwangerschaft erfolgte im Alter von vier Jahren, bei der Geburt ihres Sohnes war sie fünfeinhalb Jahre alt. Der weltweite Altersrekord bei einer Entbindung wird derzeit von einer Spanierin aus Barcelona gehalten, die 2006 nach einer künstlichen Befruchtung im Alter von 67 Jahren Zwillinge zur Welt brachte.
Die jüngste Mutter von sieben Kindern dürfte ein 16-jähriges Mädchen aus Argentinien sein, das 2008 zum zweiten Mal Drillinge, wieder drei Mädchen, bekommen hat. Nachdem sie mit 14 Jahren als erstes Kind einen Sohn bekommen hatte, brachte sie 2006 Drillinge zur Welt. Vor der Geburt ihres Sohnes hatte sie nach eigener Aussage bereits ein Kind durch eine Fehlgeburt verloren.
Aus dem Urin schwangerer Frauen wurde in den 1930er Jahren in der Sowjetunion „Gravidan“ gewonnen, das angeblich Glücksgefühle hervorrufen soll.